# プリパラ (アニメ)
『プリパラ』（PriPara）は、タツノコプロおよびDONGWOO A&E制作による日本のアニメ作品。タカラトミーアーツとシンソフィアが共同開発した同名のトレーディングカードアーケードゲームを原作としている。2014年7月5日から2017年3月28日までテレビ東京および系列局、BSジャパンなどで放送されていた。

## 製作
アニメーションは前作『プリティーリズム・レインボーライブ』に引き続きタツノコプロと韓国のDONGWOO A&Eの共同制作だが、監督に森脇真琴が起用されるのを始め大半のスタッフは『プリティーリズム』シリーズから交代する。また、メインキャラの声と一部を除くオープニングの主題歌にはavexに実在するアイドルグループ・i☆Risが起用され、後にi☆Risは本作での活動が認められて第十回声優アワードにて歌唱賞を受賞した。
ゲームの後からアニメ化された『プリティーリズム』シリーズとは異なりゲームとアニメの同時展開となっており、タカラトミーアーツとシンソフィアがゲームの大きな世界観やキャラクター原案を作った後、タツノコプロと森脇が中心となってアニメの世界観が構築された。語感を大事にしており、「トモチケをパキる」や「かしこまっ！」などの語感は森脇が積極的にアイデアを出している。
『プリティーリズム』ファンにも好まれるように、放送開始に先駆けて3月公開の映画『劇場版 プリティーリズム・オールスターセレクション プリズムショー☆ベストテン』およびテレビアニメ『プリティーリズム・オールスターセレクション』にらぁらを登場させている。
プリティーリズムシリーズ同様、基本的に2次元（2D）による作画だがダンスシーンのみ3DCGによるトゥーンレンダリング描写となっている。また、プリティーリズムシリーズに存在していた実写パートは廃止され、一部のエンディングを除きアニメパートのみの放送となっている。
なお、2ndシーズンでは全員進級・加齢していたが、3rdシーズンでは全員2ndシーズンの学年・年齢のままで物語が進行された。
2017年4月4日から2018年3月27日まで、らぁらと新主人公・夢川ゆいのダブル主人公体制による新シリーズ『アイドルタイムプリパラ』が放送された。
2019年6月、アニメ放送5周年を記念したプロジェクトの始動が発表された。
2021年11月26日から2024年4月24日まで、Webアニメによる新シリーズ『アイドルランドプリパラ』が配信された。

## あらすじ

### 1stシーズン
私立パプリカ学園に通う小学5年生の女の子・真中らぁらは誰でもアイドルになれるテーマパーク・プリパラタウンへの招待券であるプリチケが届くのを心待ちにしていた。しかし、パプリカ学園では小学部校長の方針で小学生のプリパラは厳禁で、プリチケは見つかり次第没収される。
そんなある日、らぁらは母に頼まれた買い物の途中で南みれぃが落としたプリチケのファイルバッグを拾い、本人に届けるためプリパラタウンへのゲートが設置されているPrism Stoneを訪れる。すると、らぁらの頭上に待ち望んでいたプリチケが降って来る。最初は校長の目を気にしてプリパラタウンへ入るのを躊躇していたらぁらであったが、プリパラタウンでみれぃを見つけてプリチケを渡した際にスカウトマスコットのクマが手違いでエントリーしたデュエットオーディションに飛び入りで参加して欲しいと要請される。こうして、思わぬ形でプリパラデビューしたらぁらとプリパラを通じて知り合った仲間たちの神アイドルを目指す日々が始まる。
らぁらとみれぃはチームを結成した後、アイドルグランプリに出場に必要な3人チームを結成するべく北条そふぃを紆余曲折の末勧誘しSoLaMi♡SMILEを結成する。後にSoLaMi♡SMILEを倒すべく東堂シオン、ドロシー・ウェスト、レオナ・ウェストの3人もDressingPaféを結成し、当初両チームは敵視し合うものの次第に良き友達、良きライバルとしての関係が構築され、やがて複合ユニット、SoLaMi Dressingとしてライブを行うまでになる。そんな中、グロリア校長が中等部の校長を兼任することとなり、学園全体のプリパラが禁止されかかる。6人はグロリア校長の過去を知り誤解を解くことに成功し、学園のプリパラは解禁される。
パラダイスコーデをかけたアイドルグランプリにて、らぁら達は突如現れた高い実力を持つボーカルドール・ファルルとの対決に臨むことになる。一度は敗北を喫し全てのパラダイスコーデが取られるも、最終的にはSoLaMi Dressingが僅差でファルルに勝利する。しかしファルルはその直後プリチケをパキって倒れてしまい、一同は明らかとなったファルルの事実を知る。らぁら達はファルルを復活させるためにパラダイスコーデでライブに臨むことになるが、パラダイスコーデを完全に光らせることに失敗する。しかし直後に多くのアイドルからの合唱がプリズムボイスとなり、パラダイスコーデを完全に光らせた事によりファルルは新たな姿で復活する。本来グランプリに優勝しないと手に入らないはずのパラダイスコーデは全員貰えることとなり、ファルルはユニコンと共にプリパリで活動するため旅立つ。

### 2ndシーズン
プリパラに新しいエリア「ドリームシアター」が完成し、四季のプリンセスを決めるべく年四回アイドルドリームグランプリを開催することが発表される。グランプリ参加者はチャームを渡されて参加することとなる。そこに黒須あろまと白玉みかんの二人からなるユニット・アロマゲドンが現れる。一度リセットされたSoLaMi♡SMILEとDressingPaféを招き入れようとするも不発に終わり、それぞれのチームとして引き続き活動することとなる。
間もなくパプリカ学園の学園長代理として、ムービースターとして有名な紫京院ひびきがプリンセス候補の緑風ふわりを連れて来日する。ふわりは自らの意思でプリンセス候補を辞退するが、ひびきはプリパラを自らの思惑通りに改造すべく暗躍を始めていた。ひびきは自らが天才と見込んだアイドルを試し、怪盗ジーニアスに扮しグランプリのコーデを一時的に強奪した後に自らプリパラデビュー。らぁら達に正体を明かし、プリパラへの愛がどちらが強いか試すためコーデ返却を引き換えにらぁら達に勝負を挑む。その結果ひびき達の天才チームが勝利し、プリパラはひびきによって「セレパラ」に作り変えられることになり、トップアイドル以上のアイドルしかライブのエントリーが不可となる。
らぁら達はプリパラの地下にある廃ステージを「地下パラ」に造り変え活動を再開するが、学園に教師として赴任したアイドル・黄木あじみにより一同はひびきの過去を、そして執事の安藤からひびきの最後の目的を知る。らぁら達はひびきの最後の目的を止めるため、最後のアイドルドリームグランプリに挑む。
らぁら達の努力チームが勝利してセレパラは消滅するが、その結果システムが崩壊を迎える。らぁら達の尽力でプリパラ自体は復旧するも、バグと判断されたひびきは救助に向かったふわり・あじみ・トリコ・ハム先輩共々消滅の危機に陥る。ひびきは自分を助けようとしたふわり達の想いを受け入れ、最終的に四季のプリンセスとなったらぁらが努力チームと共にドリームパレードで鐘を鳴らしひびき達は救助される。ドリームパレードは大成功を収め、ひびき、ふわり、ファルルはプリパリで活動するためにらぁら達に別れを告げ旅立つ。

### 3rdシーズン「神アイドル編」
パラ宿のプリパラで神アイドルグランプリが開催されることが決定し、らぁら達は神アイドルを目指してこれに参加する決意を固める。同時にらぁらは突然プリパラタウンに現れた謎の赤ちゃん、ジュルルを拾い、みれぃ達と協力して世話をする。この赤ちゃんこそ、神アイドル誕生の鍵を握る女神、ジュリィの仮の姿であった。らぁら達は、ジュルルを元のジュリィに戻すため奮闘することになる。
その一方で、らぁらの妹・真中のんも、姉たちに内緒でTRiANGLEとして神アイドルを目指し始めていた。最初の神アイドルグランプリでらぁら達に敗北したのを機にらぁら達に自らの正体を明かしたのんは、後に月川流華道の家元・月川ちりと、サパンナから来た少女・太陽ペッパーと共にNonSugarを結成し、今度こそ姉（らぁら）に勝利するため努力することとなる。
一方のアロマゲドンも、2ndシーズンのラストでパラ宿のプリパラに残留したボーカルドール、ガァルルを正式に加えてGaarmageddonを結成、プリパラ憲章違反に伴う解散の危機を乗り越え第2回の神アイドルグランプリを制する。プリパリにいたファルル、ふわり、ひびきの3人もグランプリに出場するべくTricoloreを結成しようとするが、ひびきが誓いの言葉を言うのに難航したため中々チームを結成出来ずにいた。紆余曲折の末無事にチームを結成することに成功し、第3回の神アイドルグランプリを制することにも成功する。
間もなくジュルルがジュリィとして一時的に完全復活を遂げると同時に、ジュリィの妹、ジャニスが現れる。ジュリィとジャニスはプリパラやアイドルの考え方ですれ違いが生じており、らぁら達は彼女たちの女神の座をめぐる争いに巻き込まれることになる。そんな中、ジュリィのライブをきっかけに多くのチームが最後の神アイドルグランプリに出場することになった。NonSugarはこの大人数出場の状況下で、見事グランプリを制した。その後敗者復活戦でコスモ、あじみ、ちゃん子の3人で結成されたUCCHARI BIG-BANGSが制し、本選（ファイナル）へ出場する全6チームが決定する。
その後、ジュリィは完全復活を果たすが、同時にジュリィが女神のルールに逆らった影響でグランプリ終了後に女神をジャニスに代替わりすると同時に消滅するという運命を背負っていることも判明する。らぁら達はジュリィを救うため、グランプリの本選（ファイナル）で優勝して神アイドルになることを誓う。グランプリの本選（ファイナル）は接戦の末SoLaMi♡SMILEが優勝、神アイドルになるための最後の条件であるジュリィとジャニスの女神姉妹との対決も制覇し、SoLaMi♡SMILEはついに神アイドルになる。しかし、これと同時にジュリィも運命の時を迎え、救助に向かったジャニスとともに消滅、女神を失ったプリパラやパラ宿は最大の危機を迎えるが、SoLaMi♡SMILEのライブとアイドルたちの友情の力によって、ジュルル、ジャニス共々復活。危機は回避され、ジュリィはプリチケ配達人となり、女神となったジャニスも職務に専念するためらぁら達と別れる。
程なくしてらぁらは、グロリア校長に新学期から転校するよう告げられ、『アイドルタイムプリパラ』の物語へと繋がる。

## 登場人物
劇場版にて登場するキャラクターも併せて記載する。
アニメに登場するキャラクターは特に注記が無い場合はアニメのストーリーに基づく。声優はゲーム版と共通。
ゲーム版では任意でプレイヤーキャラクターを選択して自由にチームを作ることが可能であるが、アニメでは基本的にそれぞれユニットを組んで活動している他、単独でライブをする場合もある。
各アイドルキャラクターの属性は、原則「チャーム」と表記する。
『アイドルタイムプリパラ』での設定については、アイドルタイムプリパラ#登場キャラクターを参照。

### 主要人物
本項では、主にアーケード版でプレイ可能なキャラクターを記載する。
1stシーズンまでに登場したメインキャラ（らぁら、みれぃ、そふぃ、シオン、ドロシー、レオナ、ファルル）は名前の1文字目を並べると『ドレミファソラシ』となり、苗字も人間ではないファルル以外全員方角がモチーフとなっている。2ndシーズンから登場したメインキャラ（あろま、みかん、ふわり、ひびき、あじみ）の名前は視覚、嗅覚等の五感がモチーフになっており、苗字には全て色の名前が入っている。3rdシーズンから登場したメインキャラ（ちり、ペッパー）の名前は香辛料のチリソース、ペッパー（コショウの英語読み）がモチーフになっており、苗字には二大天体（月・太陽）の名前が入っている。

#### SoLaMi♡SMILE（そらみスマイル）
真中らぁら、南みれぃ、北条そふぃの3人のチーム。マネージャーはスカウトマスコットのクマ。由来は3人の頭文字から、「空を見て皆で笑う」という意味もある。第12話で結成、第13話でユニット名が決定する。
真中 らぁら（まなか らぁら）
声 - 茜屋日海夏
誕生日 - 11月20日（ピザの日）
血液型 - O型
好きな食べ物 - ピザ、駄菓子
使用ブランド - Twinkle Ribbon（トゥインクルリボン）
チャーム - ラブリー
本作の主人公。私立パプリカ学園小学部5年2組（1stシーズン）→6年5組（2nd&3rdシーズン）。「らぁら」という名前は、いつも「ラララ」と幸せに歌っていられるようにと母親が名付けた名前である。薄紫色の髪と緑色の瞳をしており、普段は二つにまとめたシニョンだがプリパラ内では髪と身長が伸び髪型がツインテールとなる。髪に付けているリボンは毎年、親友のなおから誕生日に贈られたもの。一人称は「あたし」。
明るく元気で声が大きく、「かしこまっ！」（「かしこまりました」の略語）という口癖を持つ。
勉強は苦手で、3rdシーズンではジュルルの子育ても重なり9点にまで下がった事もあるが、その後の猛勉強で60点前後にまで回復している。難しい本を読むとすぐに眠る。また、かなりの食いしん坊でもある。度々遅刻や廊下を走る等しており、その度にみれぃから校則違反として違反チケットを貰っているが、性格が悪いというわけではない。
好奇心旺盛かつ行動力も抜群だが、考えるよりも先に行動するタイプのために失敗を繰り返し、みれぃやクマからも注意をされることもしばしば。しかし、その行動力が思わぬ成功につながる場合もあり、慎重なみれぃとは互いの弱点を補い合う関係になっている。
当初はアイドルに憧れながらも、「自分にはチャンスが無い」と諦めかけていた。しかしみれぃの計略によりデュエットライブをする形でライブデビューし、彼女とパートナーを組みアイドルになる。当初はグロリア校長が小学部児童のプリパラを禁止していたため正体を知られないようにしていたが、第25話で小学部のプリパラが解禁されたことにより正体も公にしている。
本人には自覚がないが、伝説の歌声と呼ばれている「プリズムボイス」の持ち主とされている。歌が上手い。
家族や友人と話すときは大きい声だが、大事な場で声を出そうとすると小さい声になる癖がある。しかし、プリパラのステージでは大声をだすことが許されているため、アイドル活動時には本来の歌声をだすことができる。
3rdシーズン時点ではトップアイドルクラス。この時に開催されることが決まった神アイドルグランプリに挑戦すると同時に、偶然拾った赤ちゃんの・ジュルルの子守りを行う。当初はのんからスキャンダルになると言われたこともあり周囲に打ち明ける機会を逃していたが、ジュリィ出現後にめが兄ぃよりジュルルがジュリィと同一人物であることが明かされ、正式にらぁらを中心にみれぃ達と協力して世話をすることになる。
最終話のラストでグロリアにアボカド学園への転校を言い渡され、『アイドルタイムプリパラ』へ繋がる形で本作は終了する。
南 みれぃ（みなみ みれぃ）
声 - 芹澤優
誕生日 - 10月1日（法の日、メガネの日）
血液型 - A型
好きな食べ物 - スイーツ全般
使用ブランド - Candy Alamode（キャンディアラモード）
チャーム - ポップ
私立パプリカ学園中等部1年A組（1stシーズン）→2年A組（2nd&3rdシーズン）。学園の風紀委員長であり、風紀委員の仕事ではよく違反チケットを（特に違反の多いらぁらに対して）切っている。2ndシーズンでは生徒会長も兼任している。
普段は茶色の髪をポニーテールにし同色の瞳に眼鏡をかけているが、プリパラ内では猫耳のようなシニヨンの金髪と青い瞳となり眼鏡も外し、容姿が大きく変化する。一人称は「私」だがプリパラ内では「みれぃ」が加わる。
口癖は「計算どおり」。プリパラ内ではキャラづくりのため、声色が変わり語尾に「ぷり」をつけて話す（稀に「ぷり」が付かないこともあり、落ち込んだ時は全く付けていなかった）。キャッチフレーズは「ポップ、ステップ、げっちゅー」。元々は正体が解りにくいようにし、かつ発覚した時のギャップを売りにする目的でプリパラ内のキャラを造り上げていた。OP映像では一貫してプリパラ内の姿のみが描かれていたが、正体発覚以降は素顔の彼女も描かれるようになる。
計算にこだわる性格で、自分の考えを説明するときには、細かい数字を持ちだす癖がある。らぁらと出会う前は上記の規則に厳しく細かいことにこだわる性格が災いし、パートナーをみつけられずにいた。
あえて自分のファイルバッグを落とし、プリパラタウンに訪れたらぁらをデュエットライブのパートナーに選び2人でアイドルグループを組むことになる。それ以降は先輩としてらぁらを鍛える一方で、柔軟さもみせるようになる。プリパラには小学部の6年生頃から出入りしており、「プリチケ」を校長に見つからないように3重の袋に入れたり、家では備長炭の下に隠しスプレーを撒いて匂いをシャットアウトしていた。現在でもプリチケは3重の袋に入れて持ち歩いている。
らぁらに対しては「プリパラを嫌っている小学部の校長からも認められるアイドルになるよう」叱咤激励する一方、小学部の校長に対してはプリパラ禁止を撤回するよう直談判を試みたこともあり、ばれた際も真相を話して欲しいと言うなど思いは強い。
アイドルをはじめた頃から北条そふぃに憧れ、一日も早く彼女のレベルに追いつくことを目標にしていたが、プリパラがセレパラ化した時はどれだけ努力しても追いつかないと一時感じたことがある。
第32話にてバレンタインチョコを欲しがった雨宮の発言を誤って解釈し、一度キャラ作りしたぶりっ子アイドルキャラをやめようとするも、雨宮からどちらのみれぃも同じ存在で捨ててはいけないと言われ、今まで貰うことが無かった1枚目の違反チケットを貰ったことがきっかけに一皮剥き、成長する。
第73話でひびきの口車に乗せられ勝負することを承諾したがこれにより敗北してセレパラと化したことで責任を感じ、さらに努力しても意味がないと感じたことも重なり第79話でアイドルの引退を宣言したが、第80話でガァルルが失敗しながらも最後までライブをやり通す姿を見てアイドルを続けることを決意する。
北条 そふぃ（ほうじょう そふぃ）
声 - 久保田未夢
誕生日 - 7月30日（梅干しの日）
血液型 - AB型
好きな食べ物 - 梅干し
使用ブランド - Holic Trick（ホリックトリック）
チャーム - クール
私立パプリカ学園中等部2年C組（1stシーズン）→3年B組（2nd&3rdシーズン）。赤色の長髪と紫色の瞳をしている。一人称は「私」。
幼いころからプリパラでアイドルとして活躍しており、人気と知名度が抜群のため、学園の生徒たちの憧れの的になっている。しかし学園内では常にクールで口数も少なく、どこか冷めた雰囲気をみせていた。
その素顔は知能も低く、のんびりとぼーっとした性格（通称ファンシーモード）であり、物語開始当初は自宅ではボサボサの髪にヨレヨレのジャージ姿になっていた。このときの口癖は「ぷしゅー」。クール時とファンシーモード時では声色も異なっている。元々歌い踊る事が好きで歌とダンスの才能もあったが、生まれつき体力が持続しない体質だった。
好物の「レッドフラッシュ」（梅干し）を食べるとアイドルとしてのスイッチが入り体力が持続するようになるが、梅干しが切れたり甘いものを食べたりすると全身の力が抜けるという欠点があった。
前述の体質のため物語当初は姉のコスモや親衛隊のサポートがなければ何もできないに等しく、らぁらと出逢うまではプライベート以外はレッドフラッシュを摂取し続けマネージャーのウサギの管理下で決められた通りにアイドル活動をするだけの生活を送っていた。
ファンシーモードの自分を全力で助けてくれたらぁらに好感を抱き、彼女を新しい友人として認め初めて自分から行動をするようになる。らぁらとみれぃには正式に仲間になることを約束して「トモチケ」を交換するも一旦は自力でプリパラに行こうとして辿りつけなかったことで自信を失い、2人にトモチケを返した後ウサギの策略により「new mew」とチームを組まされそうになるが、自分の意思でらぁらとみれぃのチームを組むことを決意する。
SoLaMi♡SMILE結成後はクールに振舞うこともなくなり、ライブ前以外はレッドフラッシュを極力摂らないようありのままの自分で過ごしている。周囲からもその素顔を受け入れてもらっていて、話が進むにつれある程度自力で日常生活が送れるようにもなっている。自力で髪をセットするようになった関係で、結成後のファンシーモード時は髪にアホ毛が付くようになる。チームで集まるときにはいつも食べ物を食べており、クラゲ好きが高じて普段着にクラゲのコスプレをすることもある（特に2ndシーズンでは頻繁にクラゲのコスプレをしている）。さらに3rdシーズンでは第109話でハシビロコウと出会っており、それ以降ハシビロコウと絡むことが多くなる。
幼いころからプリパラに通っていたため、プリパラをすることが生きがいで校長が学園全体のプリパラ禁止にし、プリチケを取られた際には無気力になるも、レオナが取り返してくれたおかげで気力を取り戻す。
らぁらの家である「パパのパスタ」の常連客で、たびたび特製の「梅干しピザ」を注文している。当初、自分をそふぃだと気づいていなかったらぁらからは「梅干しピザの人」と呼ばれていた。
第75話でひびき率いるプリンセスチーム（セレパラ歌劇団）に入ったファルルのライブに感銘し、「SoLaMi♡SMILE」を離れセレパラ歌劇団に加入する。第80話以降から2ndシーズン終盤まではグランプリ以外に限り、「SoLaMi♡SMILE」に再加入していた。

#### DressingPafé（ドレッシングパフェ）
東堂シオン、ドロシー・ウェスト、レオナ・ウェストの3人のチーム。マネージャーはスカウトマスコットのウサギ。第14話でユニット名が決定し、ユニットとしての初ライブを行う。これがユニットデビュー、なおかつシオンのアイドルデビューであるにも関わらず、圧倒的なパワーとパフォーマンスで観客を魅了し、クマに「ものすごい微妙なバランスだけど、とても高いレベルで成り立っている」とまで言わしめた。その後幾多の困難を乗り越え、チームの絆を深め、第25話で正式にチーム結成の儀式を行う。
「ドレッシング」は3人の名前の頭文字と「個性が強く水と油のように相容れない者同士のユニット」という意味のダブル・ミーニングであり、フランス語で「完璧」を意味する"parfait"が由来の「パフェ」を後ろに付けている。
東堂 シオン（とうどう シオン）
声 - 山北早紀
誕生日 - 1月5日（囲碁の日）
血液型 - B型
好きな食べ物 - 大福
使用ブランド - Baby Monster（ベイビーモンスター）
チャーム - クール
私立パプリカ学園の中等部1年C組→2nd・3rdシーズンでは2年に進級。第13話より登場。紫色のサイドテールと金色の瞳をしている。一人称は「私」で口調は男性的。
冷静沈着な性格だが根は熱く、後述の世界囲碁チャンピオンの経験を活かして場の空気や流れを読んで、勝負勘で攻めるタイプでみれぃの計算力と互角以上の実力を発揮した。
囲碁が好きであり、会話に囲碁用語や四文字熟語が入る癖がある。また、剣道や柔道など武術の腕も一流である。
5年連続で「世界囲碁チャンピオン」になる程の天才棋士だったが、10年先まで自分を倒せる者はいないと感じ引退。その後「SoLaMi♡SMILE」のライブに感銘したことと自宅にて数年前届いていたプリチケを碁石入れから発見したことを切っ掛けにプリパラを始める。
ウサギやドロシー、レオナと手を組み「DressingPafé」を結成して「SoLaMi♡SMILE」の打倒を掲げ、第14話では、自身のアイドルデビューであるにも関わらずSoLaMi♡SMILEの面々に圧倒的な力量と潜在能力の高さをみせつけた。
みれぃとはかつて学園の廊下で詰碁をやっていたところを注意された因縁があるが、一方でみれぃとトモチケを交換したり、らぁらの秘密を校長にばらそうとするねねにプリパラの素晴らしさを教えたりと、ライバルである彼女たちを助けるフェアな一面もみせる。
いろは（後述）とは囲碁のライバルであり、彼女との勝負では一時調子が出なくなるもドロシーたちの説得で吹っきれ、調子を取り戻した。
エアリーチェンジ時のゴールドエアリーを見るという目標のためにプリンセスチームに入ることを決意し、「DressingPafé」を離れセレパラ歌劇団に加入する。第80話以降はグランプリ以外に限り、「DressingPafé」に再加入していた。
最終話では神アイドルになるために再度武者修行の旅に出るべく、一人旅立つ。
ドロシー・ウェスト
声 - 澁谷梓希
誕生日 - 2月5日（ふたごの日）
血液型 - A型
好きな食べ物 - もんじゃ焼き
使用ブランド - Fortune Party（フォーチュンパーティ）
チャーム - ポップ
カナダのパンクーパー出身で、カナダ人の父と日本人の母を持つハーフの少女。水色の髪と瞳で編み込みの入ったショートヘアをしている。一人称は「ボク」であり、会話に英語が交じる癖がある。
第11話より登場し、第18話より、私立パプリカ学園の中等部1年B組に転入する。2nd・3rdシーズンでは2年D組。
キャッチコピーは「テンションマックス」で、時折笑顔で「マックス光線」を放つ。
明るく天真爛漫で、天性のアイドルの素質をもつ。ボーイッシュだが、一方でお化けが苦手という可愛らしい一面もある。
自分勝手かつわがままであり、自分のことを「かわいい」と主張するなど、自信過剰な部分があるのが欠点で、シオンとは衝突することがしばしばある。
弟の面倒を見るしっかり者の姉のように振舞っているが実際は双子という理由で弟のレオナに依存しており、第20話ではそふぃとトモチケを交換したレオナを叱ったり、らぁらとのトモチケ交換を一時は拒否したりしている。
らぁら&みれいの3人目のメンバーの面接にきたうえに決まりかけていたが、レオナと一緒に参加することに固執したせいで門前払いされたため、出会った当初はらぁらたちを逆恨みしていた。
弟のレオナとともにウサギ側につき、レオナ、東堂シオンとチーム「DressingPafé」を組んで、らぁらたちに対抗していたが第25話以降何度も行動を共にしたこともあってらぁらたちを認めるようになり、SoLaMi♡SMILEから協力を要請された際にも快く引き受けるなど、多少は丸くなった。以降は、ファルルやアロマゲドン、ひびき、TRiANGLEなどSoLaMi♡SMILE以外のアイドルを敵視することが多くなった。一方でらぁら達と協力する際、「別にお前達を助けたわけじゃない」と素直じゃない態度を見せるようになっている。
レオナ・ウェスト
声 - 若井友希
誕生日 - 2月5日（ふたごの日）
血液型 - A型
好きな食べ物 - いちごパフェ
使用ブランド - Fortune Party（フォーチュンパーティ）
チャーム - ポップ
ドロシーの双子の弟。ピンク色の髪と瞳をしている。一人称は「私」。本作の主要キャラクターでは唯一の男性であり、まつげが描かれていない。左目に泣きぼくろがある。左利き。
第12話より登場し、第18話より、私立パプリカ学園の中等部1年A組（みれぃと同クラス）に転入する。2nd・3rdシーズンでは2年A組。
口癖は「ドロシーがそう言うなら…」。キャッチコピーは「テンションリラックス」だが、ドロシーの「テンションマックス」に続いて「リラックス」とだけ続けることが多い。
姉とは対照的に大人しく優しい性格で、幼少期に女の子らしい外見と素行故に苛められていたところをドロシーに助けてもらってい。ドロシーに反抗する事は少なく、彼女の校則違反に同調することもある。
そのためシオンからは「優柔不断」と指摘されていたが、誰かのために尽くすという性格は認められており個性派揃いの「DressingPafé」のチームにとってなくてはならない存在でもある。
らぁらたちを逆恨みしていたドロシーに比べて、らぁらたちを当初から敵視しておらず、むしろ彼女たちと友だちになりたいと思っている。
自分とよく似ているそふぃと交流し、「皆を幸せにしたい」という自分の思いに気づかせてくれたことに感謝し、彼女とトモチケを交換した。以降、ドロシーへの依存が少し収まり、人格的に成長し、そふぃたちとも絡むことが多くなる。それのためか、後にそふぃ、ふわりと共にプリパラナース（本編では衣装はあるものの曲はなし）が結束された。
第84話でひびきからセレパラ歌劇団の加入を勧められ、第85話で一時的に加入する。

#### Gaarmageddon（ガァルマゲドン）
黒須あろまと白玉みかん、ガァルルの3人チーム。2ndシーズン後半まではあろまとみかんで「アロマゲドン」を結成していたが、第82話以降はガァルルを加えたGaarmageddonとして活動している。
活動全般は基本的にあろまが取り仕切っており、第40話から第44話まではSoLaMi♡SMILEとDressingPaféの再結成を阻止し、一部メンバーを自らのチームに入れるべく暗躍し、第45話以降はSoLaMi♡SMILEまたはDressingPaféどちらかを自らのチームに入れるために暗躍していたが彼女達の本質を知ったらぁら達から逆に誘われるようになった。第48話でSoLaMi♡SMILEとドリームチーム『そらマゲドン・み』を組んだ後は一応は和解しているが、同話以降に登場した新キャラクターを争奪する場合は対立することがある。
マネージャーはスカウトマスコットのネコで、こちらはクマとウサギの動きを押さえるため、あろまのサポート役に回っている。
Gaarmageddonとしてのライブは、第104話までは楽曲をアロマゲドンが担当しメイキングドラマのみ3人で共演する形態をとっていたが、正式なチームとなった第105話以降は他のチームと同様3人でライブを行う形態をとっている。これ以外にも目的達成のために様々な悪戯を行っている。第104話より3人ライブにはブランド「LOVE DEVI（ラブデビ）」を用いている。
ガァルルがパキれない関係上チーム結成の儀式は行っていなかったが、3人で神アイドルグランプリに出場するべく第105話で正式にGaarmageddonのチーム結成儀式を行った。第106話ではジュルルをプリパリに預かろうとしたプリパリめが兄ぃを妨害したため彼からプリパラ憲章違反としてチーム解散命令を言い渡されるが、その後ネコを除いて無観客のままチームとして最後のライブを行う。その結果ジュリィに認められて第2回の神アイドルグランプリを優勝したことで、チーム解散は回避された。
黒須 あろま（くろす あろま）
声 - 牧野由依
使用ブランド - Holic Trick classic（ホリックトリック クラシック）、LOVE DEVI（ラブデビ）
誕生日 - 6月6日（悪魔の日）6時丁度生まれ
血液型 - A型
好きな食べ物 - カレーうどん
チャーム - クール
私立パプリカ学園小学部の6年6組。映画『み〜んなあつまれ！プリズム☆ツアーズ』のラストでみかんと共に先行して登場した後、第39話より本格的に登場。自称66万12歳（→12歳）。茶色の長髪と青い瞳をしており、現実世界では一房のみカールした髪に悪魔の羽をあしらったカチューシャを着け、プリパラ内では髪と身長が伸びる。
悪魔系アイドルで、自らを魔界からの使者と自称し、すぐに呪いをかけたがる少女。一人称は「我」で、禍々しい表現を多用した「悪魔語」を話すが、動揺すると普通の話し方になり、一人称も「私」になる。他にも「デビッ」と言ったり、「デービデビデビ」と笑ったりする。友達に対しては「呪ってやる」を「友達になってあげる」という意味で使用し、嫌いな相手に対しては「祝ってやる」と言う。
「アローマ予言書」と称する自作の予言書を持ち歩いており、ここから予言を読み上げている。タロットカードをモチーフとした「アロマットカード」を使うこともある。また、世界中のお化け好きが集まるホリウッドにも憧れている。
運動神経は低く、少し走っただけで息切れする。また、蛇やお化けが苦手、寒がり等の弱点も多い。
らぁら、シオン、ドロシーを引き込み、「ドリーム アロマゲドン」を結成するために暗躍していた。両グループ再結成後は正体を明かし両グループを引き込もうとしたりふわりもメンバーに入れようとしたこともある。
現実世界でも口調は同じで、制服の上にマントを羽織り烏の鳴き声などのSE用に専用にカスタムされたラジカセ（声 - 麦穂あんな）を持ち歩き、ドライアイスで煙の演出をする等悪魔らしくする演出も欠かさない。
かつては図書室に入り浸る物静かな子だった（本人曰く目立たないように潜伏）。また、図書委員活動（ライトデビル部、部員一人）をしている。
みかんと出会った5歳の頃は引っ込み思案かつ大人しい性格でありプリパラでもアイドルにはなれないと思い込んでいたが、保育園の劇で悪魔の役を演じる過程で自分と誕生日が同じ(6月6日)である事に親近感を覚え、そのキャラにのめり込む事で大声で話せるようになる。それが切っ掛けで悪魔に目覚め、悪魔について研究するようになっていき現在の悪魔キャラとなる。
以前からみかんの為にデザインをしており、パラ宿のプリパラ222周年記念に開催されたパラ宿発の新ブランドコンテストに応募する。一度は提出した書類を間違え本来提出すべき書類が締め切りに間に合わず落選し落ち込むも（コンテストの結果は該当者無し）、「自分を輝かせてくれる愛しい者達のために」とのチームメイトとネコへの思いで改めてコーデを作り上げる。最終的にめが兄ぃの時差を利用した機転により、コーデが「LOVE DEVI（ラブデビ）」のブランド名で採用された。
白玉 みかん（しらたま みかん）
声 - 渡部優衣
使用ブランド - Silky Heart（シルキーハート）、LOVE DEVI（ラブデビ）
誕生日 - 10月4日（天使の日）
血液型 - B型
好きな食べ物 - プリン、中華まん
チャーム - ラブリー
私立パプリカ学園小学部の6年6組。映画『み〜んなあつまれ！プリズム☆ツアーズ』のラストであろまと共に先行して登場した後、第39話より本格的に登場。緋色のポニーテールと黄色の瞳をしており、現実世界では天使の羽と果物のミカンをあしらったヘアゴムで髪を纏め、プリパラ内では髪と身長が伸びる。一人称は「みかん」。語尾に「なの」をつけて話す。
食いしん坊でマイペースな性格。頭脳派のあろまに対し、みかんは運動神経も高い。また、ハンググライダーの免許も所持している。動物は好きだが蛇だけは苦手。
天使系アイドルで、自らを神の使いと称している。あろまの悪魔に対する天使の役をやっており、あろまがかけた呪いを解いたり暗躍を阻止するのが役目だというが、実際は天使の台詞もあろまが考えた演出でよく台詞を忘れることもある。常人に理解しがたいあろまの悪魔語やあじみの言動も解説できる。天使役だけに「（エーン）ジェルー」が口癖。
制服には天使の羽根をあしらったリボンをつけている。運動神経はプリパラ内と同様かなり高いが、すぐ空腹になり長続きしないという欠点がある。
あろまとは5歳の頃からの幼なじみかつ親友であり、二人三脚の際にはあろまを置いていこうとしなかったり、コンビ解散した際も和解しようとするなど、あろまを大事に思っている。
一時はチャームの導きでアロマゲドンを離れセレパラ歌劇団に入っていたが、お披露目ライブ終了直後に自らの意思でチームを脱退し、あろまの元に戻る。スプリングドリームアイドルグランプリでは、ふれんど〜るとして参加している。
ガァルル
声 - 真田アサミ
誕生日 - 4月17日（怪獣の日）
好きな食べ物 - アーモンドクッキー
使用ブランド - Marionette Mu（マリオネットミュー）、LOVE DEVI（ラブデビ）
チャーム - ラブリー
第58話から登場するミニファルルの一人。一人称は「ガァルル」で、語尾に「ガァル」を付けることがある。ファルルや他のミニファルルと違い、アイドルに挫折した女の子の心から生まれたボーカルドールで、髪は黒く、歌もダンスも嫌いだと言っていた。イガイガムシが喉にいるため常に「ガァルル」としか言えなかったが、そふぃはガァルルの言葉を理解できた。誰にも心を開かず誰にでも噛みついていたが、気象システムに悪戯した際に怪獣ガァジラが現れた時にそふぃに助けられ、その時にレッドフラッシュを食べた影響でイガイガムシが吐き出され、普通に話せるようになる。事態収束後は自身の本音を伝え、皆に今までのことを謝り、怪獣アイドルになると宣言しファルルと共に帰る。誰にでも噛み付く癖こそは変わらなかったが、優しい噛みになっている。
その後第70話で若干成長し、ユニコンに無断でファルルと共にパラ宿のプリパラに同行し、そこで怪盗ジーニアス（ひびき）と遭遇。すぐにプリパリに帰国することになったが、ジーニアスに対しては不快感を示す。
第80話ではファルルと同じ身長にまで成長した姿で、再度ユニコンに無断でパラ宿のプリパラを訪れる。地下パラでのデビューライブで何度か失敗しながらも最後までやり通し、アイドルを止めようとしたみれぃを考え直させるきっかけを作る。第83話で一旦帰国し、第88話で再度パラ宿のプリパラに訪れ、その際ひびき達を閉じ込めていたイガイガムシを飲み込み成長前の姿に戻る（第58話と異なり話すことは可能であり、ライブ時は成長時の姿になる）。第89話でファルル達が帰った後も、自らの意思でそのままパラ宿に残る。これ以降は地下パラを住処として、アロマゲドンと行動を共にしている。
第105話にてユニコン達の反対を押し切り、ボーカルドールにも関わらずGaarmageddon結成の儀式を行う。一度は倒れかけるも既にあろまやみかんと友達になっていたことから、パキっても活動停止せずチームを結成することができた。
最終話でファルルと同様パクトの能力を利用しパプリカ学園小学部の制服姿で現実世界へ来て、らぁらのクラスの授業を体験する。

#### Tricolore（トリコロール）
ひびき、ファルル、ふわりの3人によるチーム。3rdシーズンよりプリパリで活動している。第108話でチーム名が発表され、第114話でチームが結成される。
マネージャーは元々ふわりのマネージャーであったスカウトマスコットのトリコ。なお、ファルルのマネージャーであるスカウトマスコットのユニコンは後述の理由でマネージャーの業務から外れている。
紫京院 ひびき（しきょういん ひびき）
声 - 斎賀みつき
誕生日 - 3月27日（世界演劇の日）
血液型 - B型
好きな食べ物 - ガトーショコラ
使用ブランド - Brilliant Prince（ブリリアントプリンス）
チャーム - セレブ
2ndシーズンにおけるキーパーソン。アニメでは第39話の2ndシーズン第1OPからシルエットで登場した後、第50話より本格的に登場。
「プリンスさま」と呼ばれているパプリカ財閥の御曹司。銀色のショートヘアと緑色の瞳をしている。一人称は「僕」であり世間でも男性として振る舞っていたが実は女性。ファルルには初対面時に「魔法使い」と名乗ったことから「まほちゃん」と呼ばれる。あじみとは過去に面識があり、あじみからは「くるくるちゃん」と呼ばれていた。幼少期に度々別荘に侵入し（心を閉ざしたひびきを慰めるためとはいえ）しつこく接していたあじみを快く思っておらず、このトラウマが原因で語尾を聞くたび気分が悪くなるほど嫌うようになっている。
パプリカ学園会長の孫でもあり、ふわりの転入後にパプリカ学園高等部1年A組編入および学園長代理に就任する。そふぃと同じマンションのペントハウスで生活しており、執事の安藤を筆頭に多数の部下を従えている他、馬のマキシと監視用の紫の蝶のロボットも所持している。
一年間プリンスとして振舞うのが仕事。7歳で男児モデルとしてデビューし、以降天才子役を経て最高のプリンスと呼ばれる様になった。ヨーロッパラに留学中はムービースターやモデルとして活躍していた天才アーティストで、ミスターイケメンユニバースオブザイヤーを受賞し、プルト三国女王から最高のプリンスの称号を授与された。最高のプリンセスを探しており、最高の女の子はプリパラから生まれるとの信念のもと、ふわりを転入させる。
当初は穏やかで温和な印象こそあったが、実際はステージに上るのは真に輝く天才のみと考え、友情や皆がアイドルになれることを全て否定し自分の方針に反する相手を容赦なく切り捨てる冷徹な性格。また、自分の目的を過度に妨害されると冷静さを失い怒りを露わにする節もある。自己愛も人一倍強い。
一方でプリパラのことはらぁら達と同様人一倍愛しており、SAINTS以降神アイドルが存在していないプリパラを革命し、選ばれたアイドルのみが活躍する「セレパラ」にすべく自分の選んだプリパラアイドルをアイドルグランプリで優勝させることを画策していた。らぁらについては当初オールラウンドバカと評し、第69話で彼女の過去のプリパラでの功績とプリパラに対する愛を知ったことである程度評価していたが、第71話でプリパラアイドル達を絶望にせず友情を大事にすること等自分の考えとは正反対の考えを持つということで最大限の敵意を露わにした。後に野望を達成したことで第79話の時点では敵視しなくなっている。
ふわりがプリンセスを辞退したことで見限ったが、若干未練があった模様。第74話ではふわりに心ない真実を告白し、ふわりがショックでパルプスに一時帰国する原因を作った。その後第87話で救助に向かったふわりの思いを受けて、和解している。
幼少期は友達が多く明るい性格であったが、両親の海難事故をきっかけに周囲の人々が金持ちだという理由のみでしか自分に接しないことに気付いて人間不信となり、彼女に同情し友人になろうとしたあじみの過激なアプローチも重なり、心を閉ざし現在の外見と性格になる。
第72話までは主に「怪盗ジーニアス」として登場するなどの暗躍を行っていたが、第73話よりプリパラアイドルとして本格的に活動を開始する。第77話で冬のグランプリに勝利し事実上プリパラの運営権をめが兄ぃから奪い取り、第78話以降セレパラの支配人として活動していた。第84話でみれぃの努力の結果を受けて春のグランプリの優勝者をそのまま四季のプリンセスおよび願いを叶える権利にするというルールに変更する条件でふれんど〜るのグランプリ出場を認める。最終的には四季のプリンセスとなり奇跡の鐘の力で自身をボーカルドールにさせ現実世界と決別しようとしていたが、第86話でらぁら達に阻止され同時にセレパラの運営権も喪失する。そして第87話でシステムにバグとして判断されて異空間に引きずり込まれ、助けようとしたふわりとあじみ達共々消滅の危機に陥るが、第88話でらぁら達に助けられたことで敗北を認め、らぁら達の「皆で楽しむプリパラ」こそが真のプリパラであると認める。第89話でプリパリでの仕事のため、ふわり、ファルル、トリコと共にプリパリへ旅立つ。
3rdシーズンではTricoloreのリーダーで、第108話でふわり、ファルルとチーム結成するためにパラ宿に再来日する。しかし、過去のトラウマの影響で誓いの言葉の中にある「友情」が言えず結成は一時延期する。そればかりかスーパーサイリウムコーデを入手することばかりにこだわったため、逆になかなか入手出来ない状態になっていたが、第114話で「ふわりとファルルの友情を信じて」と言ったことでチーム結成に成功、同時にスーパーサイリウムコーデ入手にも成功する。その後はそふぃとシオンに対して彼女たちに合わせたプレゼントを贈るなど、徐々に友情らしい面も見せるようになる。
怪盗ジーニアス（かいとうジーニアス）
ひびきが第57話から第73話までプリパラ内で見ていた姿。初登場後すぐにドレッシングふらわーのドリチケを強奪する。さらに第66話でのライブ直後に再度姿を現し、コズミックオムライスダ/ヴィンチのドリチケを奪うことを予告し、予告通り第67話でめが兄ぃに変装してドリチケを強奪する。めが兄ぃやらぁら達とは敵対関係にあったが、その魅力に魅了されているファンも多かった。第73話で自身がひびきであることを公表する。強奪したドリチケについては中々ランクアップしないらぁら達のプリパラへの愛を確かめるための取引に使うことが後に判明したが、ひびきのデビュー後にファルルの懇願とらぁら達が冬のグランプリで勝負することを受け入れた事により返却している。
第111話と第121話でも、この格好で登場した。
ファルル
声 - 赤﨑千夏
誕生日 - 3月21日
好きな食べ物 - 牛乳
使用ブランド - Marionette Mu（マリオネットミュー）
チャーム - ラブリー
1stシーズンにおけるメインキャラクター。第1話より登場しているが、本格的な登場は第17話以降。
プリパラのハロウィンでらぁらが出会った、黄緑色の髪と黒い瞳、ツインテールの髪型をしている不思議系の少女。一人称は「ファルル」もしくは「私」。
正体は人間ではなく、本編開始から半年前にアイドルになりたいという皆の思いが、プリパラの中で持ち主のないプリチケに集まって生まれたボーカルドール。そのため実年齢は1stシーズンの時点で1歳にも満たず、知能は低いが運動能力や洞察力に優れ、一度見た物はすべて真似できる実力を持っていた。
らぁらに興味を抱き、彼女の歌声「プリズムボイス」を気にいってる。人真似が得意であり、らぁらの「かしこまっ！」などをよく真似することが多い。
ユニコンの指導で、暫くプリパラについて勉強中だったが、「パラダイスティアラプライズ・ライブ」でSoLaMi Dressingに大差をつけ優勝するという衝撃のデビューを飾る。デビュー後は、テレビ局の特別室フロアで貸切で住み始める。
SoLaMi♡SMILEとDressingPaféのメイキングドラマを模倣して両グループを大差で下し、パラダイスコーデをすべて手に入れるも、光らせることができなかった。
らぁらとの出会いからやがて自分の妹に見立てた人形「ファルルののん」を所持する様になる等自我（ココロ）が目覚め、パキるはずのないファルルがらぁらとトモダチになりたいとパキったことで活動停止になるが、そらみスマイルとたくさんの人々の想いにより、大幅に姿を変えて「目覚めのファルル」として復活し、以前に比べ感情が出るようになり人間らしくなる。これ以降プリチケをパキっても活動停止しなくなる。この際副作用により洞察力が極度に落ち、他人の真似をする能力が失われる。味覚も一般人と異なっている。
最終的にはプリパリに異動するユニコンと別れることを拒み、ユニコンと共にプリパリのプリパラで活動をすることになる。その後第53話でらぁらのデビュー1周年を祝った際夏休みを利用してらぁら達の所へ遊びに行くとビデオメッセージを通じて明かし、第58、59話でパラ宿のプリパラにミニファルル達と共に一時帰還する。第70話では、ドリームパレードに出場するためパラ宿のプリパラに長期滞在することになる。その時にひびきと出会い、ひびきの誘いによりセレパラ歌劇団に加入する。第73話以降はひびきを初対面時に名乗られた「魔法使い」から取って「まほちゃん」と呼んでいる。夜は一人で寂しかったためひびきがボーカルドールになることに反対はしていなかったが、第86話で怪盗ナチュラル（ふわり）の説得により思い直す。第89話でひびき、ふわり、トリコと共にプリパリへ再度渡る。
以降は神アイドルグランプリに出場する時などに、しばしばパラ宿のプリパラに戻ることがある。
最終話ではジュリィの計らいでらぁらがロゼットパクトの機能を応用することで、パプリカ学園小学部の制服姿で現実世界へ行くことが叶い、らぁらのクラスの授業を体験する。
緑風 ふわり（みどりかぜ ふわり）
声 - 佐藤あずさ
使用ブランド - Coco Flower（ココフラワー）
誕生日 - 8月11日（山の日）
血液型 - O型
好きな食べ物 - お寿司
チャーム - ナチュラル
ヨーロッパラ・パルプスから来たプリンセス特待生。黄色のセミショートとピンクの瞳をしている。ひびきの招待を受け、私立パプリカ学園・中等部2年D組に転入してくる。一人称は「私」。第39話の2ndシーズン第1OPからシルエットで登場、その後第49話ラストで顔見せで登場し、第50話より本格的に登場。
温厚な性格でピュアな心を持ち、蛇も平気で触れる程の動物好きである。自然で育った時期が長かったこともあり常識はずれの行動をすることが多く、当初はみれぃやドロシーから快く思われていなかったが気分がいいと歌いだす癖があり、その歌唱力が高いことから一目置かれるようになる。また、視力はかなり良好。
寮は特別に高等部のを使用しており、転校直前に日本で会った雌のヤギ（声 - 麦穂あんな）とひびきから贈られた雄の紫ヤギ、そしてヤギと紫ヤギの間に生まれた3匹の雌の子ヤギを連れて、一緒に住んでいる。寮のベッドにはヤギを寝かせており、自身は床で寝ていた。しかしプリンセス候補辞退に伴い屋根裏部屋に転居しており、以降は藁にシーツをかけて作った手製のベッドで寝るようになる。
プリパラ内でも珍しく既存のブランドに適合できるコーデがなく、コスモが新たなブランド「Coco Flower」をデザインするまでデビューできなかった。アロマゲドン同様、デビュー後は一回のライブでデビュークラスまで上がる。
ひびきを「プリンス様」と呼んで慕っており、ひびきが望むプリンセスになりたいと思っていた。その一方で、ひびきの望むプリンセス像は自分らしくないとも感じており、ひびきが送り込んだセレブリティ4の横暴さと傲慢さをみて失望しプリンセスを辞退する。故郷へ帰ろうとしたがらぁら達の説得により、その後もパプリカ学園の生徒として過ごす。第73話でひびきが女性と知った際や続く第74話でひびきに自身を誑かしていたと告げられた時は誰よりもショックを受け、第75話で心の傷を癒すためヤギ達を残しパルプスに一時帰国する。一時はそのままパルプスに残ろうとも考えていたが、第81話で祖父にひびきの言動の意味を理解していたか問われたことがきっかけで、改めてひびきの真意を確かめるかつトリコを幸せの青い鳥にすべく、パラ宿に戻る決意を固め、第83話でパラ宿へ戻った。第83話のラストおよび第86話では怪盗ジーニアスと瓜二つの姿で「怪盗ナチュラル」と名乗り、ひびきとファルルを説得した。第87話であじみ達と共にひびきを助けようとしたが異空間に閉じ込められるも、第88話でらぁら達に救助される。第89話にて自らの意思でひびきに付いていくことを選択し、ひびき、ファルル、トリコと共にプリパリへ旅立つ。以降は神アイドルグランプリに出場する時などに、パラ宿のプリパラに戻ることがある。

#### NonSugar（ノンシュガー）
のん、ちり、ペッパーによる3人のチーム。チーム名は「甘くない」という意味である。じゃんけんをモチーフとしており、どんな手を使っても絶対勝てることをイメージしている。マネージャーはスカウトマスコットのウサチャ。2016年8月に先行して発表された後、第120話で結成される。
当初はちりの高慢な性格やペッパーの身勝手な行動もありチームとしての纏まりは薄かったが、プリパラジム主催の無人島サバイバルを通じて、チームの絆を深めていく。
2018年12月 - 2019年2月にプリズムストーンで開催された『チーム対抗スペシャル大会』ではNonSugarが1位となり、2019年6月にプリズムストーンカフェ（原宿AMOCAFE）での単独でのコラボカフェが開催された（同年9・10月には心斎橋AMOCAFEでも開催）。また、2020年4月・5月には単独でのライブイベント「NonSugar スペシャルイベント『約束のてへペロピタですわ！』byプリパラ」の開催も予定していたが、新型コロナウイルスの影響で自粛（無期限延期）となり、翌年2021年3月6日に改めて開催された。
真中 のん（まなか のん）
声 - 田中美海
誕生日 - 9月6日（妹の日）
血液型 - A型
好きな食べ物 - パスタ
使用ブランド - Twinkle Ribbon Sweet（トゥインクルリボンスウィート）
チャーム - ラブリー
らぁらの妹。らぁらと同じパプリカ学園小学部に在籍しており、3rdシーズン時点で小学4年生。3rdシーズンではそれまでの生き物係（飼育委員）に加え放送委員も兼任している。第117話からはペッパーの世話係も兼任する。
紫色の髪をサイドテールにし同色の瞳をしており、プリパラ内では身長が伸びる。本来のプリパラスタイルは伸びた髪をポニーテールに近いサイドテールにした姿。一人称は「私」もしくは「あたし」。
らぁらと正反対にクールで計算高い性格。姉がプリパラに出入りしていることには気付いており、小学部のプリパラが解禁されるまで校長の監視を逃れるために協力していた。パラカッパが大好き。
ファルルを一番に応援しており、ピンクアクトレス、アロマゲドン、ふわり等多くのアイドルのことも応援している。その一方でらぁらのことも応援している様で、本人曰く「お姉ちゃんを応援する気持ちは別腹」とのこと。第27話でらぁらに勝ってプリパラの頂点に立つという夢を持つ様になる。第97話のラストで、TRiANGLEとして活動していることが判明した。第101話で正体が発覚してからは本来のプリパラスタイルも披露し、改めてチームメイトを探してらぁらにリベンジする事を誓う。これ以降は一人三役では勝てないと悟りTRiANGLEとしてグランプリの出場は中止し、活動も極力行っていない。第120話以降はNonSugarをメインに活動する。
ちりのことは、プリパラ内での尊大な態度を気に入っておらず、プリパラ外での引っ込み思案過ぎる態度にも驚いているため、チームを組むのをためらっていたが、最終的にウサチャの思いを受け入れてチームに迎え入れる。
らぁらとのデュエットライブは、らぁらをライバルと見なしていることとNonSugarを纏めることに手いっぱいだったため当初反対していたが、第122話でみれぃ達かららぁらの過去を聞かされたことでらぁらの思いに気付き、特別にデュエットライブを許可する。そしてNonSugarについても、らぁらの様に積極的に思いをぶつけてチームを纏める決心を固める。
TRiANGLEとしての詳細はTRiANGLEを参照。
月川 ちり（つきかわ ちり）
声 - 大森日雅
誕生日 - 11月15日（きものの日）
血液型 - AB型
好きな食べ物 - 栗きんとん
使用ブランド - Dear Crown（ディアクラウン）
チャーム - セレブ
第90話でプリパラタウンを訪れた、ピロガネのパクチー小学校5年生の少女。らぁら達のファンだが極度の恥ずかしがり屋で「はわわ〜」が口癖だが、第113話で再登場して以降プリパラ内では高飛車な性格に変わり、「かしこまりなさい!」が口癖となる。外見も初登場時はプリパラ内も含めて黄土色のストレートヘアと紫色の瞳をしていたが、2回目の登場以降プリパラ内では緑色の長髪と青色の瞳になり、身長も伸びる。一人称は「私」で主に敬語で話すが、プリパラチェンジ時は「わたくし」でお嬢様言葉を多用する。
300年続く由緒ある月川流華道の家元でもあり、ちりはその7代目継承予定者でもある。このため生け花などの華道が得意だが、虫は苦手である。さらに潔癖症でもあり、水芸で自身の体を洗浄することが多い。
最初は上記の恥ずかしがり屋の性格ゆえにプリパラタウンに入れずにいたが、らぁら達のライブを見て少し自信を付ける。直後にセレブのジュエルを入手したことで、以降はプリパラ内に限り上記の外見と性格になる。上記の性格故に所持しているロゼットパクトの中にいるジャニスに逆らえずにいたが、第126話で初めてジャニスの要望を断る。
チーム結成後もプリパラチェンジ時はチームを組むことに当初反対していたが、ジャニスやちりの曽祖母に論され、渋々チームになることを受け入れる。そして第123話で無人島サバイバルでの経験を通して、のんとペッパーとの絆を深める。
太陽 ペッパー（たいよう ペッパー）
声 - 山下七海
誕生日 - 2月9日（肉の日）
血液型 - O型
好きな食べ物 - 焼肉
使用ブランド - Sunny Zoo（サニーズー）
チャーム - ナチュラル
第109話で顔見せで初登場した後、第115話で声ありを経て、第116話で故郷のサパンナからパラ宿のプリパラにやって来た少女。ナイロピ通信幼稚園卒業。
黄土色のウェーブヘアと金色の瞳をしている。1人称は「あたい」。
メスのライオンに育てられてきたせいか、パラ宿のプリパラにやって来た当初はスカウトマスコットやプリパラ内の動物を誘拐して食べようとしたり、アイドルを食べ物だと思ったり、花など食べ物でないものを食べたりするなど非常識な行動が目立っていた。メスのライオンを自らの母親と思っており、基本的に母親と自分より強い相手の言うことしか聞かないが、友達と認めた相手には「ペロピタ」という、相手の額に自分のつばを付ける行為をする（母親いわく「挨拶」）。他人から動物のオーラを見抜くことが出来、レオナに対してはオスのライオンのオーラを感じたのか相当な好意を示す。グロリア校長から母親と同じオーラを感じとれるのか、グロリア校長の髪にも弱い。ニンニクも臭いを含めて苦手である。
グロリア校長の計らいでパプリカ学園で預かることになり、第117話にて同学園小学部1年に転入する。

#### TRiANGLE（トライアングル）
NonSugarののんが第101話まで主に活動していた、じゅのん、ぴのん、かのんによる3人組のアイドルチーム。マネージャーはスカウトマスコットのウサチャ。劇場版『み〜んなのあこがれ♪レッツゴー☆プリパリ』のラストで先行して登場する。
他のチームと異なりのんが一人三役をこなす形態をとっている。ブランドは全員Rosette Jewel（ロゼットジュエル）を使用する。髪型は全員サイドポニーであり、ポニー部分にはのんの髪の色と同じ薄紫色のメッシュが入っている。
前々から各タイプを想定したキャラ設定を考案しており、元はかのんのみだったがジュルルからポップ、クールタイプのジュエルを受けとったことで一人三役を演じるようになる。第98話以降は基本的にかのんとして活動し、3人でのライブ・同時登場する際はじゅのん、ぴのんは事前収録した映像をめが兄ぃのホログラメーションを応用したホログラムにて登場させている。
なお正体が発覚する第101話までは、一人三役であること・正体がのんであることは（姉や両親を含め）世間に公表していなかった。
誕生日・好きな食べ物が設定されているが、のんがプリパラチェンジしたアイドルであるため、あくまでキャラクターとしての設定である。
じゅのん
声 - 田中美海
誕生日 - 1月23日
血液型 - A型
好きな食べ物 - ジェラート
紫色のサイドポニーと赤い瞳をしている。神コーデであるロゼットジュエルを最初に着こなして現れたアイドル。キャッチフレーズは「ちょう絶クール蝶（バタフライ）」で、クールに受け答えするクール系アイドル。一人称は「私」。発言には基本「ドライアイス」や「絶対零度」等の冷たい物の言葉を用いる。
3rdシーズン第91話で顔見せ、第92話より本格的に登場。
Nintendo Switch用ソフト『プリパラ オールアイドルパーフェクトステージ!』に於けるオリジナルストーリーではプログラムのバグによってクールキャラが崩壊しテンションが高くなった状態で登場(しかし『絶対零度のクールアイドル』のフレーズは変わらない)。彼女は本来真中のんが演じているのだが、本作では真中のんが彼女のクールキャラの崩壊に困惑するシーンが有るなど(加えてノンシュガーのメンバーも共に登場している)、のんとは別々の個体として存在しているような描写がされている。
ぴのん
声 - 田中美海
誕生日 - 2月13日
血液型 - A型
好きな食べ物 - パンナコッタ
青緑色のサイドシニョンと青い瞳をしているポップ系アイドル。キャッチフレーズは「フレンドリーなぴのん星のお姫様（プリンセス）」で、ぴのん星から来たと自称するポップ系アイドル。一人称は「ぴのん」で語尾は「-ぴっぴ」、口癖は主に「ぴっぴでぱっぴでぷ〜」。
3rdシーズン第92話より登場。
上記のじゅのん同様、彼女も『パーフェクトステージ!』で登場し、ポップキャラは崩壊していないが、プログラムのバグにより喋り方がおかしくなっている。彼女もまた、のんとは別個体のような描写がされている。
かのん
声 - 田中美海
誕生日 - 3月21日
血液型 - A型
好きな食べ物 - ティラミス
桃色のサイドポニーと緑色の瞳をしているラブリー系アイドル。一人称は「わたし」もしくは「かのん」。お花の妖精をイメージしており、「ちょ〜」や決め台詞の「かのぺロ！」が口癖で、相手に被るような登場の仕方をするなどあざとい行動が目立つ。ミーハーだが、天然で心をえぐる台詞を吐く。
3rdシーズン第94話より登場。
彼女は上記の二人と違い、『パーフェクトステージ!』でのんと別個体としては登場しない。

#### UCCHARI BIG-BANGS（うっちゃりビッグバンズ）
コスモ、あじみ、ちゃん子によるユニット。第129話で神アイドルグランプリ敗者復活戦に出場するため結成される。元々は第125話で、コスモ、あじみ、ななみが「Q・P★COSMIX」（キューピーコズミックス）を結成していたが、神アイドルグランプリでのライブ中にななみが行方不明になったため、代わりにちゃん子が加入する。
北条 コスモ（ほうじょう コスモ）
声 - 山本希望
使用ブランド - PrismStone（プリズムストーン）
誕生日 - 9月12日（宇宙の日）
血液型 - AB型
好きな食べ物 - しょうゆラーメン、ドライマンゴー、玉子
チャーム - クール/プレミアム
そふぃの姉。水色のショートヘアと紫色の瞳をしている。一人称は「あたし」→「わたし」。言葉にはよく「コズミック」が混じる。プリパリモード学園の卒業生。普段は明るく優しい姉御肌の性格であるが、怒ると怖い。
都市内の超高層マンション『プラウドタワーヒルズ』の最上階（3333号室）に、そふぃと2人で生活している模様。ファッションデザイナーとして活躍しており、第31話では落ち込む妹達を励ますため、アイドルとして参加する。あじみとは学園時代の同級生で、コーデを競うライバル関係でもあった。体力は年齢の関係でらぁら達について行けない様である。
映画『み〜んなあつまれ！プリズム☆ツアーズ』では、過去にプリズムツアーへ行った事をきっかけにデザイナーを目指すようになったことが、本人から語られている。
黄木 あじみ（きき あじみ）
声 - 上田麗奈
誕生日 - 11月3日（文化の日）
使用ブランド - Candy Alamode more（キャンディアラモードモア）
血液型 - A型
好きな食べ物 - チキンライス
チャーム - ポップ
眼鏡を付けパレットと筆のアクセサリーを付けた芸術肌のアイドル。マネージャーはスカウトマスコットのハム先輩。プランスのペルサイユ出身。22歳。第39話の2ndシーズン第1OP前期のみシルエットで登場していたが、第64話より本格的に登場。
桃色の三つ編みと金色の瞳をしている。一人称は主に「ポンカン（「本官」の意）」で、語尾にダ・ヴィンチなどの画家や芸術関連の用語を言葉の随所に付けて話す。幼少期はフルーツをメインとした語尾であったが、後にひびきを追いかけている途中で立ち寄ったイパリアの美術館で『ウィトゥルウィウス的人間』の絵を見たことで現在の芸術関係の語尾となる。なお、語尾無しで話すことは苦手で、長時間語尾無しで会話していると体が持たない体質である。
人の話も聞かずあちこちに所構わず落書きをし、背景を美術風にしたりカメラ（視聴者目線）まで落書きしたりするなど変わった性格である。しかし高い洞察力と観察力を持ち、みれぃやシオンでも見抜けなかった証拠に気付いたり、突然閃くことがある。体力はコスモと同様に年齢の関係でらぁら達について行けない様である。ハム先輩に認められプリパラポリスに任命され、サイリウムチャームとサイリウムミラクルパクトを受け取る。
現実世界では第64話よりパプリカ学園に美術教師として赴任しており、第103話からは前担任の東山（ひがしやま）先生が産休のため代わりにらぁらのクラス担任となる。
コスモと同じくプランスのプリパリモード学園の卒業生。コスモとは親友でありながら、コーデを競うライバル関係でもあった。学園卒業後は世界中を回り腕を磨き、ゴビ砂漠で多くの語尾をゲットする。コスモに勝負を挑むためにプリパラタウンにやってくる。
幼少期は紫京院家の別荘に度々侵入しフルーツを盗み食いしていた。このため一方的にひびきの事情を知るも、心を閉ざしたひびきと友人になろうと試みた結果ひびきを語尾嫌いにさせる原因となる。あじみ本人は第133話までひびきが語尾嫌いであることに全く気付いていなかった。
第87話でふわり達と共にひびきを助けようとしたが、この際ひびきの蹴りが頭部に直撃したショックで語尾が抜け、一時的に普通の会話になったことでひびきに自身の思いを伝えることに成功し、赤の他人からという条件で受け入れられる。その後は故郷のプリパリに赴任するという話になったが、皆と別れるのが寂しいという理由でパラ宿に残留する。3rdシーズンでは副業として時折果物の転売も行うようになる。
鍋島 ちゃん子（なべしま ちゃんこ）
声 - 赤﨑千夏
チャーム - クール
パプリカ学園中等部の女子生徒で、「そふぃ様親衛隊」のメンバー。名前の通り、まるで力士のように太った体格で、不用意にそふぃに近付く人間を「どすこい」のかけ声と共に張り手で容赦なく突き飛ばして排除する。一人称は「ちゃん子」もしくは「私」。
第12話ではそふぃがウサギの連れて来たnew mewとのチーム結成に乗り気でないことに親衛隊メンバーで最初に気付き、それまで邪魔者扱いしていたらぁらを結成発表会見の場に招き入れてチーム結成を中止させるお膳立てをする。プリパラ内ではグラビアアイドルとして活躍している他、劇場版『み〜んなのあこがれ♪レッツゴー☆プリパリ』および3rdシーズンではライブも披露している。
神アイドルグランプリファイナルに出場したアイドルの中では唯一、ゲーム版にてプレイアブルキャラとして登場していない。

#### プリパラの女神
プリパラにてアイドルたちを見守る他、神アイドルグランプリを取り仕切る女神の姉妹。神アイドルグランプリでは、本選（ファイナル）優勝者が神アイドルになるために超えるべき最後の対戦相手として立ちはだかる。
ジュルル / ジュリィ
声 - 上田麗奈
誕生日 - 7月10日
好きな食べ物 - モモ、桃ジュース、綿菓子
第91話でめが兄ぃによって語られた、神アイドル誕生の鍵を握る女神。黄緑色の髪と紫色の瞳をしていて（ジュルル・ジュリィ共通）、ジュリィの時の一人称は「私」。性格は非常に友好的。
プリパラ内全てのアイドルの特徴を把握しており、過去に一般のアイドルに姿を変えて何度もライブを見てきたが、神アイドルグランプリ開催を機にアイドルとして参加するため、自ら赤ちゃんの姿にリセットし、第90話で空から落ちてきたロゼットパクトから赤ちゃんの姿「ジュルル」になって出現した。
第93話でライブを終えたらぁらの前に真の姿を現し「神チャレンジライブ」へと導く。以降はアイドル達を神チャレンジライブへ導く時のみ、本来のジュリィの姿に戻る様になる。
めが兄ぃいわく、全てのアイドルに公平とされている。また、ジュルルがジュリィであることは基本的に秘密であるため、第三者のアイドル達には「プリパリめが兄ぃの子供」と誤魔化している。
登場当初かららぁらのことを「ママ」と呼び懐く。以降はらぁらを中心に、のんやみれぃ達も協力して世話をする様になる。第103話でらぁらのママとグロリア校長にジュルルのことを知られてからは、正式に真中家の一員となっている。
ロゼットパクトからプリパラ内、さらに他のボーカルドールでは不可能であった現実世界での実体化ができる。また他のロゼットパクト間にも自由に移動することができる。
そして第117話で、一時的にではあるがジュリィと化し、初ライブを行う。その後第118話で、タクトの力で元のジュルルの姿に戻る。これ以降はしばしばジュルルの姿とジュリィの姿を交互に変化し続ける状態を経て、第130話で完全復活を果たす。
じつは神アイドルグランプリ終了後にジャニスに女神の座を代替わりする予定で、そのジャニスに考えを改めてもらう為に女神のルールを破ってまでお互い赤ちゃんの姿にしていたが、その影響で代替わりと同時に消滅するという運命を背負うことになる。システムに逆らいライブを行ってきたのは、最後に自身がアイドルになるという願いを叶えるためだった。神アイドルグランプリ終了後、ついに消滅の時が訪れるも、第139話でにてアイドルたちの友情の力で、ジャニスと共に復活。事件解決後は咎を許され、ジャニスの補佐に任命されるも、自らの意思でアイドル達にプリチケを届ける配達人になる道を選ぶ。
ジャニス
声 - 豊崎愛生
誕生日 - 7月10日
ジュルル / ジュリィの双子の妹で、ジュリィのサポート役。青みをおびた白い髪と青色の瞳をしていて、容姿は色調を除きジュリィ（ジュルル）と瓜二つである。一人称は「私」。
性格や思考はジュリィとは正反対で、頭が固く融通が利かない。アイドルに関しても、愚かで不完全な存在だと思っていた。このため、彼女が目につけたアイドルに対しては、自らの策略で型にはまった指示やトレーニングを科して、神アイドルへ導こうとしていた。ウサチャのことは自身を挺してまでチームの秩序を保とうとしている点を高く評価している。
ジュリィがジュルルに変化した一件以降赤ん坊の姿でロゼットパクトの中に入ってちりと行動を共にしていたが、第117話でジュリィのオーラを感じたことで、らぁら達の前に姿を現す。そして第118話で、ジュリィのタクトの力で赤ん坊の姿に戻る。以降はジュルルの成長に合わせてジャニスも女神になる。なお、ジュルルとは違い赤ん坊に戻っても女神としての自我を保つことができるが、パクトの外には出られない。第126話でちりに裏切られたことによる怒りでパクトごと空中を浮遊して移動することが出来るようになる。
システムの不慮の事故を人一倍恐れている上、同じ女神であるにも関わらず勝手にライブを行ったジュリィは女神の資格が無いと思っていたため、自身が神アイドルグランプリを執り行うべきだと考えていた。このため、女神の資格であるサイリウムタクトの奪取に固執する様になり、ちりを上手く言いくるめてその野望を達成しようとしたが、ちりがこれを断ったため、頓挫する。その後NonSugarの成長を見て、はじめて自身の内心を自覚する。以降NonSugarと別行動をとり、自身の心の変化に戸惑いながらもプリパラの為に単独の力でタクトを奪う方針に変更。第129話で初めて公の場に姿を見せる。そして第130話でジュリィの願いと真実を知り、皆に今迄のことを謝る。以降はジュリィと共に神アイドルグランプリを取り仕切っている。
第138話での神アイドルグランプリ閉幕後、消滅しようとしたジュリィの救助に向かいジュリィとともに消滅するが、第139話にてアイドルたちの友情の力で、ジュリィと共に復活。事件解決後はみんなと別れ、女神としての職務に専念する。

#### 合同ユニット・混合ユニット
本編中は、上記のユニットのメンバーで合同のユニットを組む場合もある。この他、上記のチームの枠に拘らずに独自のメンバーでチームを組む場合もある。SoLaMi Dressing以外は全て2ndシーズンで結成されたドリームチームである。
SoLaMi Dressing（そらみドレッシング）
SoLaMi♡SMILEとDressingPaféの6人で結成された合同ユニット。第25・26・35・37・38・63・71・76・136話にて登場。第101話では、SoLaMi♡SMILEとDressingPaféが同時に第1回神アイドルグランプリを制しているため、合同・混合ユニットとしては唯一、神アイドルグランプリを制したユニットともいえる。
そらマゲドン・み
SoLaMi♡SMILEとアロマゲドンの5人で結成されたドリームチーム。第48話にて登場。名称はらぁらが「そらマゲドン」を提案した際にみれぃが自分の名前が無いと不満を言ったところ、あろまの提案で「・み」が付け足されたことによる。みれぃはこの名称に不満であった。
ドレッシングふらわー
サマードリームアイドルグランプリのために、らぁら、ふわり、DressingPaféの5人で結成されたドリームチーム。第56・57話にて登場。名称はふわりの提案による。
コズミック オムライス ダ/ヴィンチ
オータムドリームアイドルグランプリのために、らぁら、ドロシー、みかん、あじみ、コスモの5人で結成されたドリームチーム。第66・67話にて登場。名称はコスモが最年長だからという理由で付けた。
あろまそレ〜シ・み
オータムドリームアイドルグランプリのために、あろま、みれぃ、そふぃ、シオン、レオナの5人で結成されたドリームチーム。第66話にて登場。名称は「そらマゲドン・み」と同様あろまの提案による。みれぃはこの名称にも不満であった。
プリパラナース
ふわり、レオナ、そふぃのチーム。第69話よりプリパラポリスサポートチームとなる。登場したのは第67、69、72話。
プリパラポリス
プリパラ内の警備隊としての機能を果たしており、アイドルポリスチームを組んで特別捜査を行う場合がある。
本編では、主に怪盗ジーニアス捜査本部の係長のあじみの呼び掛けにより結成されたらぁら、ドロシー、みかんのプリパラポリス見習いチームのことを指す。第69、72、89、111話に登場。
セレパラ歌劇団（プリンセスチーム）
ひびきがプリパラの革命のために結成したチーム。発案者のひびきを筆頭に、第73話でファルル、第75話でそふぃとシオン、第76話でみかんが加入する。ウィンタードリームアイドルグランプリで勝利するが、第78話でみかんが脱退し、代わりにパメリカの大スター、ピヨンセが加入した（後に第82話で結婚するため脱退）。第80話ではシオンとそふぃが脱退したが、みれぃから再戦のためチームに残留する様に言っている。その後レオナが加入したことで、ひびき、そふぃ、シオン、レオナ、ファルルの5人で、スプリングドリームアイドルグランプリに臨むこととなる。ただしそちらは個人戦でもあるため、結果的にひびきが敗北する。
ふれんど〜る（努力チーム）
第76話にてらぁら、みれぃ、ドロシー、レオナ、あろまで結成されたドリームチーム。ウィンタードリームアイドルグランプリでセレパラ歌劇団に敗北する。第77話でみかんがセレパラ歌劇団を離れ、第85話でレオナがふれんど〜るから離れたため、らぁら、みれぃ、ドロシー、あろま、みかんの5人でスプリングドリームアイドルグランプリに臨むことになる。結果は第86話でらぁらが鐘を鳴らし勝利。これによりドリームパレードのプリンセスチームとなる。

### スカウトマスコット
プリパラ内で各アイドルのマネージャーを努めている小動物。下記のレギュラーとして登場するマスコットの他にも、劇中では様々な種類のマスコットが確認されている。
第78話から第86話まではセレパラの方針の影響でマネージャー制度が廃止され、城の下働きのみの業務となっていた。
クマ
声 - 鈴木千尋
本名、クラウス・ヘンリック・ポンシェッター・フォン・ボーゲル・シュトローベル・キャッシュ・デ・ラ・マネッチャ三世。
ピンクのキャストのスカウトマスコットで、みれぃと所属契約しているマネージャー。一人称は主に「ミー」。SoLaMi♡SMILEのマネージャーでもある。
『ナンバー1スカウトマン』を自称しているが他の者からスカウトマンの中では落ちこぼれと言われており、一度、マスコットの墓場に連れて行かれそうになる。らぁらの持つ「プリズムボイス」の才能を見出し、みれぃと共にらぁらを神アイドルに育てることを新たな目標とする。お調子者の性格で自分の出世のことばかり考えているが、らぁらとみれぃ、そふぃを大切に思う気持ちは本物で、3人をたびたび口うるさく注意しながらも最終的には3人の意思を尊重している良き理解者である。好物は青汁で、事が上手く運んだ時には年代物の青汁で乾杯することがある。
ウサギ
声 - 寺島拓篤
本名、ウィル・ミシェール・ジョルジュ・サンドレッリ・メッチャ・ボンジュール・フランソワ・ギリギリジュテーム四世。
クマの同僚であるグレーのキャストのスカウトマスコット。DressingPaféのマネージャー。一人称は「僕」。
スカウトマンとしては優秀で、人気上昇中の北条そふぃも彼が発掘した。嫌味な性格で、営業成績の悪いクマやその契約しているみれぃとらぁらを馬鹿にする。その一方では、そふぃの素顔が世間に知られることを非常に恐れており、らぁらとみれぃがそふぃに近付くことも嫌がっていた。当初はそふぃが自分の管理から離れて自立しようとしていることを快く思わず、そふぃを強引にらぁら達以外のアイドルと組ませようと画策するが、らぁらの説得でそふぃがらぁら側に就きチーム「SoLaMi♡SMILE」を結成したため計画は失敗。また、かつて既にそふぃと契約しているにもかかわらず、当時小学生のみれぃをスカウトしていたが、片手で名刺を差し出して「礼儀知らず」と指摘されて失敗している。
その後、打倒らぁらを掲げアイドルデビューを果たした東堂シオンや、らぁら達に恨みを持つドロシー、双子の姉についてきたレオナのウェスト姉弟と手を組み、新ユニット「DressingPafé」のマネージャーとなり、SoLaMi♡SMILE打倒を目指す。
DressingPafé結成以後は、仕返しに利用するはずだったシオンやドロシーの個性の強さに振り回されることが多いため、彼女達に頭を抱えることが多くなり、以前と比較して若干嫌味な部分がなくなる。さらにチーム内で問題が生じた際に敵である筈のSoLaMi♡SMILEに助けを求める、妹のウサチャにそっけない態度をとられるなど、情けない部分が出るようになる。好物はにんじんジュースで、クマ同様、物事が上手く運んだ時には年代物のジュースで乾杯する。
ユニコン
声 - 大谷育江
本名、ユリウス・ムパムピス・アダマンティオス・ニコラコプールールー・アナクサゴラス・オディッセアス・プロコピアス・トンドル＝ズラトゥコフ・ニコデモス・メトロファネス・カイサル・イオルゴス・セバスティアノス・パラケスヴァス・ゼノン・パルテノープ・クリサンテ・アクナシア・エウテルベ・ハルモニア・デメトリアン。
ファルルと一緒にいるユニコーンのスカウトマスコット。一人称は「あたち」もしくは「ユニコン」。アニメでは第14話の第2クールOPから登場していたが、本格的な登場は第17話から。
他のスカウトマスコットと異なり、語尾に「でちゅ」と付くのが特徴で、口が悪い。他人を呼ぶときは基本呼び捨てであるが、ひびきのみ「まほしゃん」と呼ぶ。
必殺技は自分のツノで突く（本人は「ツノる」と呼んでいる）攻撃で、自分の意思で外したり生やしたりすることが出来る。この他、ペガサスの姿に変身することもある（第38話で変身した後は2日で元に戻ったが、第105話や第114話で変身した後はすぐ元に戻っている）。
元々はパラダイスコーデを光らせるための研究をしていたが、ある日偶然本の中にあった持ち主の無いプリチケを見つけ、それ以降はファルルのマネージャー兼お目付け役を担っている。
本当はファルルの友達になりたがっていたがファルルが友情に目覚めることで機能停止することを恐れていた。このため友達を作らせないように策を練っていたが、ファルルが復活して倒れなくなってからは性格が丸くなる。
第38話で別のプリパラに異動することとなり、ファルルと共に旅立つ。その後も時々帰還することがある。現在は各地のプリパラに落ちている持ち主のいないプリチケを回収しミニファルルとして甦らせて育てることを仕事としているほか、ジュリィがジュルルとなった原因も調査している。その関係もありTricoloreのマネージャーの役目はトリコに委託している。
ネコ
声 - 今野宏美
本名、ネフェルティティ・チェシャノワール・ペトロニウス・プルートー・アンド＝ザ＝フィドル・クニヨシ・リューソージ・シャルペロ・ウルタール・ク・ジュニィ・ヒロコ・オワア＝コンバンハ。
あろまとみかんのマネージャーの黒猫で、Gaarmageddon結成後はGaarmageddonのマネージャーにもなっている。一人称は「私」。メイク前のすっぴんの顔はモザイクなしでは奇妙な物体と言われるくらいの顔らしい。
プリパラの裏路地にあるウラパラで自らバーを営んでいる。クマとウサギが彼女に惚れており、それを利用して彼等を唆してチームを再結成させないようにした。嘘泣きで怒鳴り込みに来たクマとウサギを黙らせる等黒い性格も持ち合わせている一方、マネージャーとしてはかなり有能で、季節ごとのドリームアイドルグランプリなど様々なイベントのスケジュールを随時把握していたり、問題を抱えている周囲の人物に対して強い口調で叱責したり、ペッパーの母親であるメスライオンのライオン語を通訳したりしている。
Gaarmageddonの正式な結成にはガァルルがボーカルドールであることから、当初は反対していたが、最終的に理解して結成に立ち会っている。
トリコ
声 - 愛河里花子
ふわりのマネージャー。一人称は主に「トリコ」。アニメでは第39話の2ndシーズン第1OPから登場していたが、本格的な登場は第51話から。
非常にネガティブな性格で、物事を悪い方向へ考えることが多い。不幸を虜にする不幸せの青い鳥と呼ばれ、マスコット達も近づかずいつも一人でいたが、ふわりと出会い友達になる。
第87話でふわり達と共にひびきを助けようとしたが、異空間に閉じ込められる。第88話でらぁら達に救助される。第89話でふわり達と共にプリパリへ旅立つ。3rdシーズンではTricoloreのマネージャーとなっている。
ハム先輩（ハムせんぱい）
声 - 古川慎
あじみのマネージャー。アニメでは第39話の2ndシーズン第1OPから登場していたが、本格的な登場は第64話から。
本名、ハンニバル・カエサル・エリザベス・アルキメデス・ニュートン・デューク・ザ東郷・ボスユージロー・マスターオブ・マスコット・アット・ザ・ニューセンチュリー・ウィー・アー・ザ・ワールド・ウィー・アー・ザ・サンフラワー・フリードリヒ・H・A・M・太郎・ザ・グレート・ゴールデン・セライム先輩。
プリパラポリスから派遣されたハムスター警部。いつも回し車で移動しており、ほとんど喋らないが、あじみやスカウトマスコット達には何を考えているかがわかる。あじみにプリパラポリスバッジとなるサイリウムチャームを渡したことで結果的にマネージャーとなる。マスコット達からは伝説のマネージャーと呼ばれ崇められている。
思い悩むあじみに対して回し車を回転させる姿を見せることであじみの頭をフル回転させて解決に導く役割を担っている。
第81話では、臨時ではななのマネージャーになる。第87話であじみ達と共にひびきを助けようとしたが、異空間に閉じ込められる。第88話でらぁら達に救助される。
ウサチャ
声 - 諸星すみれ
本名、ウェンディ・コトンテイル・ラ・ピョンキッシュ・サッフォー・ビアトリクス・チャーミング。
第49話にて登場したウサギの妹。一人称は「ウサチャ」で語尾は「-ウチャ」。ニイチャと呼ぶ兄を尊敬しており、マスコット学校の梅雨休みを利用してやってくる。クマの策略にはまった兄の情けない姿絵を見て幻滅しかけたが、アイドルにかける真摯さを見て信頼を取り戻す。
3rdシーズンより、学校を卒業しTRiANGLEのマネージャーに就任する。以降はクマやウサギをライバルと見なし、彼らとSoLaMi Dressingを超えるマネージャーになることを目標としている。このため、2人に対してそっけない態度をとることが多くなる。
NonSugar結成後もマネージャーをつとめており、チームの為ならペッパーに食べられても良いという強い覚悟も持っている。

### プリパラタウン関係者
赤井めが姉ぇ（あかいめがねぇ）
声 - 伊藤かな恵
Prism Stoneの店員で、プリパラタウンのスタッフでもある女性。世界中のプリパラに存在し、格好も国によって違っている。一人称は「私」。
茶色のストレートヘアに赤い縁のメガネをかけている。プリパラタウンでは同じ顔と声のめが姉ぇが至る所に登場している。また、グロリア校長やらぁらのママがまだ小学生だった頃にも登場している。
過去の『プリティーリズム』シリーズにも登場しているがキャラクターデザインは登場シリーズでそれぞれ少しずつ異なる（オーロラドリームVer.ディアマイフューチャーVer.レインボーライブVer.が存在する）。
『プリティーリズム・オールスターセレクション アニメ公式ガイドブック』内のインタビューで、各個体の演じ分けをしないようにスタッフから指示されていること、めが姉ぇの正体はAIであること（プリパラ第9話収録後のインタビューのためプリティリズムシリーズに限定される設定かは不明）が語られている。そのため、融通が利かない部分が多く、場合によっては物事をめが兄ぃに任せることもある。
第79話ではパラ宿の到着に遅れたピヨンセの代理として、Prism Stoneのコーデを着用し初めてアイドルとして参加する。以降は時折持ち歌の「ヴァーチャデリアイドル♥」を（個体問わず）口ずさんでいることがある。
その他のめが姉ぇとして、ドラム体型の超旧式タイプである初代めが姉ぇ「メカ姉ぇ」や、サパンナ町のプリパラのめが姉ぇ「サパ姉ぇ」が登場する。
赤井めが兄ぃ（あかいめがにぃ）
声 - 諏訪部順一
プリパラタウン内のVIP御用達ショップ店長。一人称は「私（わたし、わたくし）」もしくは「僕」。プリパラに出演するアイドル達のための作曲も担当している。めが姉ぇに比べて人間味のある性格で、アイドル達に対するアピールに余念がない。しばしば自身のことを「スタイリッシュ・タフ・ガイ」と形容している。彼の掛けているメガネはプリパラの運営者であることを象徴しており、めが兄ぃホログラメーションで眼鏡からホログラム映像を投影することができる他、テレビ電話の機能も果たす。
第77話でひびき率いるセレパラ歌劇団が優勝したことで不本意ながら眼鏡をひびきに譲り、プリパラの運営から離れる。変装してプリパラ内で流離っていた所をトリコに発見されネコに保護された後、第80話で「2001」をかたどった眼鏡を付け地下パラの支配人として復活する。後の第86話でひびきが敗北したことでプリパラの運営権を取り戻している。
めが兄ぃは世界中のプリパラに存在し、度々「めが兄ぃサミット」を開いている。他のめが兄ぃと区別する場合は「パラ宿めが兄ぃ」と名乗っている。
その他のめが兄ぃとして、プリパリのめが兄ぃで、プリパラのルールに厳しく常にプリパリ基準で物事を見る「プリパリめが兄ぃ（パリ兄ぃ）」や、サパンナ町のプリパラのめが兄ぃ「サパ兄ぃ」が登場する。
アシカ船頭（アシカせんとう）
声 - 武内駿輔
プリパラタウン新エリアの池のボートの船頭。優雅に歌いながら漕ぐ。
プリパキうらないネコ
声 - 石井未紗
よく当たると評判の「プリパキ占い」の占い師の白猫。プリチケを水晶にかざして占う。
ガァジラ
第59話でガァルルが気象システムに悪戯をしたことで生まれたホログラメーションの怪獣。気象システムが復旧したためすぐに消滅するが、その後もメイキングドラマ等で度々登場している。第96話ではガァルルによって複数体のガァジラが、第119話ではガァルルが描いたハロウィンカードを具現化した怪獣戦車型ガァジラが、第132話ではメイキングドラマ内にて頭に鉛筆を乗せてパワーアップした「シン・ガァジラ」が、それぞれ登場している。

### プリパラのアイドル
基本的にゲストキャラだがライブシーンなどで姿を見せることもある。ここでは、後述の「私立パプリカ学園」「親族・家族関係者」に該当しないプリパラアイドルを述べる。
第125話では、ジュリィのライブに感銘し、神アイドルグランプリ出場のため様々なチームが結成される。

#### パラ宿のプリパラ所属
坂上 栄子（さかがみ えいこ）
声 - ブリドカットセーラ恵美
らぁらとトモチケを交換したファン第1号。一人称は「私」。中学生で部活でテニスをやっており、らぁらの歌に元気をもらっている。らぁらが実際は小学生であることを偶然に知って最初は驚いたがすぐに打ち解け、学年を超えてプライベートでも友人同士になっている。
芹沢 なぎさ（せりざわ なぎさ）、鈴原 のどか（すずはら のどか）
声 - 山本希望（なぎさ）、田中美海（のどか）
栄子の中学の友人でテニス部の仲間。2人共栄子と共にらぁらを応援している。一人称は二人とも「私」。
白井 ななみ（しろい ななみ）
声 - 南條愛乃
ピンクアクトレスのアイドル。一人称は「私」で口癖は「キュピコン！」。バラエティで同じ特徴を持っているみれぃとペアを組んだ。クイズや走るのは得意ではないがカエル叩きではらぁらと互角にやり合った。後にステージでライブ中に高速回転する宙返りを披露するまでになる。
サマードリームグランプリではアロマゲドン、オータムドリームグランプリでは定子、ちゃん子と5人チームを組んで出場した模様。神アイドルグランプリでは北条コスモと黄木あじみと共に「Q・P★COSMIX」（キューピーコズミックス）を組んで出場したが、ライブ中に宇宙に打ち上げられたまま行方不明となり、第139話で帰還する。
ピンクアクトレスには他にさくら（声 - ブリドカットセーラ恵美）ともも（声 - 山本希望）というメンバーがいるが、第129話で2人とも同じ先輩を好きになって対立しているため、チームの活動を休止していたことが判明した。第139話でななみが帰還したことに伴いピンクアクトレスが再結成される。
栃乙女 愛（とちおとめ ラブ）
声 - 森下由樹子
使用ブランド - Holic Trick（ホリックトリック）
パラリス女学院中等部のテニス部キャプテン。栄子のテニスのライバルの強豪選手。一人称は「私」。必殺技はラブリースマッシュ。普段は圧倒的なパワーで栄子に勝ち続けるも、第4話でらぁらに元気をもらった栄子に初めて試合で敗れ、その後は互いに好敵手として認め合い友達になる。
大柄でいかつい外見に似合わず強度の恥ずかしがり屋で、テンパると「ラブ」のつく不規則発言を連発したり素振りを始める。
プリチケが届いたものの女の子としての自信が持てずプリパラに行けなかったが、栄子の依頼でらぁらとみれぃに肩を押してもらいプリパラデビュー。普段はショートカットだが、アイドル活動時では髪が腰まであるロングヘアーになる。「栃乙女クールラブリー」を名乗り、9頭身のスーパーモデル体型と評価されて女の子達から一躍人気者になり、クマからはアプローチされた。
エアーGとよぶ鯉の滝登りのような空中スマッシュを持つテニスのコーチ、錦鯉（にしき ごい、声 - 寺島拓篤）に憧れており、バレンタインでは彼にチョコを渡している。その一方で、錦鯉にウィンプルポンを目指そうと誘われたこともあるが、まだ足場を固めたいと断っている。
new mew（ニューミュー）
声 - 榎あづさ（new）、高橋未奈美（mew）
本名は、newが只野 新子（ただの しんこ）、newが音無 美由（おとなし みゆ）
そふぃのサイドとしてウサギがスカウトしてきた2人組アイドル。一人称は二人とも「私」。水色の髪がnewで語尾に「にゅ」をつけ、薄紫の髪がmewで語尾に「みゅ」をつける。高校生でプリパラ歴10年のメジャークラスのうれっこアイドルでありダンスの達人。中学生のそふぃのサイドと聞かされると不機嫌になり、3人チーム「SOPHISTEE（ソフィスティー）」結成直前にそふぃに結成をキャンセルされるが、演歌歌手の松原禎子（声 - 原島梢）の存在感に惹かれユニット「禎子 & new mew」を組む。パラプラに出場した際は二人揃って禎子の衣装に組み込まれており、魂の共有体とまで宣言している。アイドルドリームグランプリに向けてさらに2人が追加され5人チームになり、神アイドルグランプリでは7人以上に増え「チーム光合成」を組んでいる（禎子以外は衣装から生えている状態）。
あろまは2人の大ファンで、幼稚園の頃みかんとともに彼女達のライブを見ており、らぁらの誕生日イベントではサインをお願いしている。
小園 はなな（こぞの はなな）
声 - 下屋則子（1stシーズン）、米澤円（2nd、3rdシーズン）
チャーム - ラブリー
第13話で初登場した少女。一人称は「私」。プリパラを始めたばかりのピカピカ研究生で、眼鏡をかけないとよく見えないらしい。らぁら達のファンで当初交換するのを恥ずかしがったが初めてらぁらとトモチケを交換する。彼女との出会いがらぁら達のSoLaMi♡SMILEの名称を決めるきっかけになる。
第81話では一度は友人の勧めでセレパラのライブを見に行ったがやはり地下パラへの情が捨てきれず地下パラに訪れライブを行い、かけだし研究生にランクアップする。
蘭たん（らんたん）
声 - いのくちゆか
第17話のプリパラのハロウィンでらぁらが出会ったカボチャ衣装の少女。以降1シーズンに1回ハロウィンに合わせてメインで登場する季節キャラとなっている。「ほら〜」が口癖で、語尾に「にゃ」を付ける。一人称は「蘭たん」。
ホラーが大好きで立派なお化けになりたく怖がらせてお化けの天国で恐怖の都ホリウッドに行くのが夢。悲鳴を聞くとゾクゾクする体質である。可愛らしい容姿と声ゆえ、恐ろしさはまったくないが、本人は可愛いと言われるのを嫌がっている。持ち前のドジで上記のように突然消えたように見せることができるのでらぁらには本気でお化けだと思われて怖がっていた。さらに第68話のラストではらぁら達だけでなくお化けの存在をまったく信じなかったみれぃやシオンすら恐がらせる。
初登場した際は上記の言動のために笑われてばかりだったが、らぁらと協力して怖がらせたことで自信をつけ、お礼としてらぁらにカボチャコーデのデザインスケッチを渡す。第68話で再登場した時点では、学べば学ぶほど可愛いメイクに開花したため修行に行っていたホリウッドから追放されている。後にハロウィン仮装イベントで優勝しニューヨープのプロードウェイからメイクアップアーティストの依頼が来る程になる。
プリパラ公式サイトではあろまの誕生祭であろまを見た時、自分と似ている旨を話していたが、あろまからは本当にホリウッドに在籍しているのかと疑われた挙句、怖くないとまで評されている。
第119話ではハロウィンスタンプラリーでシステムの操作役を担当したが、Gaarmageddonに乗っ取られる。
香川 いろは（かがわ いろは）
声 - 大久保瑠美
一度見たら見た目の濃さで万人が忘れることができない濃い白黒コスチュームを着た、自称シオンの永遠のライバルで、通称「囲碁界のレディカガワ」と呼ばれる女性棋士。一人称は「わたくし」。常に丁寧語で話す。シオンと囲碁対決をするために、プリパラで碁盤に碁石の代わりにパンダを使った番組企画「囲碁パンダ決戦」を持ち掛け勝負する。プリパラ内では和風ファッションのお淑やかな姿と口調になる。シオンに囲碁で敗れた後はDressingPaféの良き理解者となり、プリパラの外でも交流を深めている。2ndシーズンではシオンにチームメイトの勧誘を受けるが、「貴女を倒すまではライバル」と断っている。
雪白 恵子（ゆきしろ けいこ）
声 - 植竹香菜
第11話でオーディションにやって来た少女。普段は清純な性格だが、歌う時は激しいダンスとラップで歌う。一人称は「私」。
SAINTS（セインツ）
歌 - 阿澄佳奈、大久保瑠美、加藤英美里
3年前に解散したというプリパラの伝説的アイドルグループ。第73話で神アイドルであったことが判明する。
同一人物かどうかは説明されていないが、彼女達の後ろ姿は『プリティーリズム』シリーズの歴代主人公である春音あいら・上葉みあ・彩瀬なるによく似ている。
ひびきが現在のプリパラのやり方を良しとしていなかったのは、彼女達以来神アイドルが現れていないからであった。

#### その他のプリパラ所属
セレブリティ4（セレブリティフォー）
声 - 三森すずこ（セーラ）、佐々木未来（レイカ）、徳井青空（ブリトニー）、橘田いずみ（ティナ）
第56話に登場。ひびきがふわりを（自分好みの）プリンセスにする荒療治として送り込んだ、セーラ、レイカ、ブリトニー、ティナの4人の女性。ヨーロッパラのアイドルとしてはトップクラスであり、ひびきにスカウトされサマードリームアイドルグランプリにエントリー予定だったが、ふわりを強引に5人目のメンバーにしようとするも拒絶、間抜けな失態からひびきからも使えないと引導を渡される。
第85話でスプリングドリームアイドルグランプリに出場するため再びパラ宿のプリパラに訪れる。その際レオナをセレパラ歌劇団から引き抜き自分たちのうちの一人が代わりに出場しようと暗躍するが、前回同様間抜けな失態を犯し失敗する。
第125話では、スーパーセレブリティ3（後述）を引き連れて神アイドルグランプリ出場を目指すが、二人羽織で3人に見せかけていたため失格となる。
スーパーセレブリティ3（スーパーセレブリティスリー）
声 - ブリドカットセーラ恵美（パドンナ）、森下由樹子（ポイットニー）
第125話にてセレブリティ4とともに登場したパドンナ、ポイットニー、パネットの3人の女性。失格となったセレブリティ4とは違いスーパーサイリウムコーデの獲得に成功し、神アイドルグランプリに出場する。
パナナ
声 - 米澤円
第109話に登場したサパンナ町のプリパラ所属のアイドル。容姿は日焼けしていること以外は、はななと瓜二つである。一人称は「私」。
祖母が元プリパラアイドルで、祖母の時代の様な元の繁栄していたプリパラに戻すため周囲に声をかけたが誰も聞いてくれなかったため、パラ宿のプリパラにSOSの手紙を送る。その後アミヤたちを説得して彼女たちをプリパラ好きにさせることに成功する。
アミヤ
声 - 粕谷雄太
第109話に登場したサパンナ町在住のパナナの友人。容姿は日焼けしていること以外は、雨宮と瓜二つであるが、こちらは女の子で、一人称は「私」。
パナナのプリパラに関する話を信じなかったが、パナナの説得によりプリパラへ向かう。そこで偶然出会ったみれぃに一目惚れしてそのままプリパラアイドルとなり、パナナとトモチケを交換する。

### 私立パプリカ学園
大神田 グロリア（おおかんだ グロリア） / シュガー
声 - 高乃麗 / 津田美波（シュガー）
私立パプリカ学園の校長。1stシーズン時の年齢は30歳。自分の身長ほどもある巨大な縦ロールヘアが特徴の派手な女性。一人称は「わたくし」。常に敬語で話す。
登場当初は学生のプリパラを厳しく禁止しており、プリチケの匂いを敏感に嗅ぎ取り、「リナちゃん」と命名した特殊な携帯型クリーナー（声 - 鈴木千尋）を使って片っ端からプリチケを没収するため、女子生徒たちから恐れられていた。
らぁらの挙動を怪しみ、らぁらのプリチケを探るため執拗に彼女を付け回していたが、その一方では、らぁらの実家の「パパのパスタ」で出された料理を気に入り、以来「パパのパスタ」の常連客になったり、らぁらが追及を逃れようとその場の思い付きで考えた苦し紛れの言い訳をあっさり信用するなど、意外に単純で間が抜けている所もある。
学園祭でのプリパラライブのあと中等部校長の薄井（うすい・声 - 小田柿悠太）が育児に専念するため退職したことに伴い小中両学部校長を兼任、学園全体のプリパラ禁止を掲げ、そふぃやシオンらDressingPaféのプリチケを取り上げ、その中のトモチケかららぁらとみれぃがプリパラに行っていることを知る。
20年前の小学5年の頃、大のプリパラ好きで「シュガー」の名前で通っており、ひめかと親友となり「ラブリーツイスター」を組んでプリパラ活動をしていたが、ある日を境にひめかとは会えなくなり騙されたと感じプリパラや友達に対して嫌悪感を抱くようになり、教師になってプリパラを禁止させようとした。しかしかつての親友だったひめかとの再会で自身の誤解を知り友情を確かめあい、プリパラの素晴らしさを認め学園での解禁を宣言する。それ以降は自身もリナちゃんを持ち歩きながらプリパラに通うようになる。
以前と違い容姿は変化しないが、ひめかとラブリーツイスターを再結成している。
愛媛 なお（えひめ なお）
声 - 南條愛乃
誕生日 - 11月20日（らぁらと同じ日）
らぁらの友人。私立パプリカ学園小学部5年2組（1stシーズン）→6年5組（2nd&3rdシーズン、いずれもらぁらと同クラス）。一人称は「私」。髪形は普段はストレートヘアであるが、プリパラチェンジの時はツインテールになる。なおがプリパラ内で着たのはふわふわスノーワンピだがプリチケにはポップタイプのひまわりタイダイワンピが描かれていた。
らぁらよりも先にプリチケが届いたものの、プリチケを校長に没収される。友人のらぁらと同一人物であることに気付かず新人アイドルのらぁらのファンになっていた。第8話でらぁらがプリパラのアイドルになっていることを知った時には、らぁらが自分に秘密でプリパラに出演していたことに怒る。しかし、その日のライブでらぁらが語ったメッセージを聞いて、らぁらが自分を本当に大切な友人としてくれていることを感じ取り謝罪する。その後はのん同様らぁらを助けるため、校長の監視を逃れるために協力する。校長が親友ひめかとの再会と和解によりプリパラが解禁されようやく行けるようになる。
めが姉ぇ曰くパラカッパに強い愛情があるらしく、初めてプリパラを訪れた際はパラカッパの着ぐるみのコーデにされそうになる。毎年誕生日にはらぁらからパラカッパのぬいぐるみを贈られている。
映画『み〜んなでかがやけ!キラリン☆スターライブ!』では、プリ・パラレルワールドにてらぁらのデビュー当初からアイドルとなっているなおが登場する。
クラスメイトの高橋に好意を寄せられているが、なおは高橋のことをただのクラスメイトとしか思っていない。
御前 定子（おまえ さだこ）
声 - 楠田亜衣奈
パプリカ学園中等部の女子生徒で、総勢19人で構成される「そふぃ様親衛隊」のリーダー。「ガーディアン定子」を自称し、そふぃに絶対の忠誠を誓っている。一人称は「私」。
親衛隊のメンバー達は普段のそふぃの素顔を知っている上で彼女の世話や護衛にいそしんでおり、ウサギの指令に従いそふぃの素顔を決して世間に知られないようガードすることを最大の使命としている。そふぃの自立で親衛隊の役目が減った際には親衛隊を解散しようとするも、みれぃの「親衛隊の役目は、熱く激しく楽しくアイドルを応援すること」という発言をキッカケに親衛隊を再出発させる。
徳田 ねね（とくだ ねね）
声 - 南條愛乃
パプリカ学園新聞部所属。「恐縮です」が口癖で常に「です」「ます」と丁寧に話す。一人称は「私」。憧れの新聞部コガ先輩（声 - 武内駿輔）をアイドルオタクにしたプリパラを忌み嫌っており校長と組んでらぁらの正体を探った。プリチケはハエ叩きに使っていたが潜入の際に初めて使用しコーデはせずにプレス衣装になる（このブレス衣装は通常プリパラ内でめが姉ぇが着ているものであり、後にプリパラの外でも着るようになる）。らぁらの正体はつかんだがライブをみてプリパラのよさを知り校長に正体は明かさなかった。その後SoLaMi♡SMILEのファンになり改めてコーデに着替えらぁらとトモチケを交換する。
雨宮 春希（あまみや はるき）
声 - 粕谷雄太
みれぃと同じ風紀委員の一人で副委員長で、私立パプリカ学園中等部1年A組（1stシーズン）→2年A組（2nd&3rdシーズン）で、いずれもみれぃと同じクラス。2ndシーズンでは生徒会会計補佐代理見習い弟子となる。一人称は「僕」。
初めて見た時からアイドルとしてのみれぃの正体に気づいており、めが弟と名乗って陰ながら応援する。みれぃに好意を抱いており、みれぃ以外の女子にはまったく興味がない。学園祭でプリパラのライブが出来る様に警察に公道使用の許可を申請したり、らぁらデビュー1周年のサプライズ企画を手伝うなど彼女の役に立とうとするもののいつも空回りしている。第32話では、プリパラ内でのキャラ作りを止め調子が狂ったみれぃに違反チケットを与えて、彼女の成長のきっかけを作る。
映画『み〜んなでかがやけ!キラリン☆スターライブ!』では、人工知能「HAL-KI」としてぷちゅうへのライブツアーをサポートする。
高橋 高志（たかはし たかし）
らぁらのクラスメイト（小学部5年2組（1stシーズン）→6年5組（2nd&3rdシーズン））の男の子。
クラスメイトのなおに好意を寄せていたが、なおが彼をただのクラスメイトとしか思っていなかったため落胆する。ファルルとはプリパス越しに会話して以降知り合い、最終話ではファルルをドッジボールに誘うなど仲良くなっている。

### 親族・家族関係者
あろま、みかん、あじみ、ちゃん子の家族およびペッパーの実の親族については、劇中では明かされていない。シオンは第88話および第132話で父親が姿のみ登場。ひびきは前述の通りパプリカ学園会長が祖父にあたる他、後述の通り両親の存在が確認されている。みれぃとシオンには兄弟姉妹が存在しない。
らぁらのママ / ひめか
声 - 佐久間レイ / 米澤円（ひめか）
らぁらとのんの母親。らぁらの声が大きいのはママ譲りと言われている。らぁらがプリパラに出演していることは知らされていなかったものの、気づいていた模様。善良で娘との仲も良いが、校長が家庭訪問に来た際にらぁらの部屋を見せることを勝手に許可するなどデリカシーのない部分がある。
20年前の少女時代に「ひめか」の名前でプリパラをしており、シュガー（グロリア）と共に「ラブリーツイスター」を組んでいたが、小学校の校則でプリパラ禁止となりそれ以降シュガーとは会えておらず、本編中何度か顔合わせをしているがその際容姿の違いから互いに気付かなかった。しかし事の真相を知り成人後友人として再会し、ラブリーツイスターを再結成する。
らぁらのパパ
声 - 草尾毅
らぁらとのんの父親。イタリア料理店「パパのパスタ」を経営している。外来語（主に英語やイタリア語）を絡めたオヤジギャグをよく言う。最初はらぁらがプリパラに出演していることを知らなかったが、第20話で知り、家族でライブを見ていた。
みれぃの両親
声 - 折笠愛（母）、坪井智浩（父）
みれぃの両親。母は弁護士、父は検事で普段は仲がいいが、一度もめると誰かが裁判官になって（通常はみれぃ）判決を下さないと収まらない。
娘のアイドルの夢は知っており応援している。また、テレビに映っているみれぃの相方がらぁらであることを一目で見抜くなど観察眼は鋭い。
そふぃの父親
声 - 稲田徹
そふぃとコスモの父親で、冒険家。そふぃのために10年間伝説のパワフルウメーボシを探したが見つからず、その代わりにプラジルから伝説級の梅の苗木を買付け1万ヘクタールの農園をプリフォルニアに作り、そふぃと共に移り住もうとする。しかしその苗は桜であることがわかり落ち込むが、単独ライブを行ったそふぃの成長を確認しサクランボを収穫するためプリフォルニアに旅立つ。その後第97話で、プリフォルニアで再会し、桜の木だと思っていた苗が桃の木であったことを伝えると、その桃から作った桃ジュースでジュルルを回復させる。さらにそふぃのライブを見るために一時帰国し、羊の格好で直接ライブを鑑賞する。
ドロシー&レオナの両親
声 - 進藤尚美（母）、青山穣（父）
ドロシー&レオナの両親で、らぁらの店と同じ商店街で数軒先の近所にある広島風お好み焼き『にんじゃもんじゃ』を開店する。母親は大柄で普段は優しそうだがお好み焼きのこだわりは人一倍強く、素になると広島弁で喋る。父親はカナダ人で店をやっている傍ら忍者の修業をしているらしい。
ミニファルル
声 - 高橋李依、田中あいみ、長谷美希、英えみり（以上、第53話）、川栄李奈（劇場版『み〜んなのあこがれ♪レッツゴー☆プリパリ』）
第53話でファルルと共に顔見せで登場し、第58話にて本格的に登場。ファルルと同様持ち主のいないプリチケから生まれたボーカルドールで、ファルルの妹にあたる。第58話の時点で全部で100体存在するが、前述のガァルルを除き全員同じ容姿で、それぞれに名前が与えられている。かつてのファルルと同じで好奇心旺盛で見たものを真似ることができるが感情豊かでプリパラ中を駆け回ってらぁら達を困らせる。第80話では、全員第37話の覚醒以前のファルルと瓜二つの姿にまで成長している。劇場版では、その後も新たなミニファルルが生まれている様である。
3rdシーズンでは、登場当初の姿でメイキングドラマに出演することもある。劇場版『み〜んなのあこがれ♪レッツゴー☆プリパリ』でも、ライブシーンで登場する。
ふわりの祖父
声 - 玄田哲章
パルプスで生活しているふわりの祖父。第54話で存在が明かされ、第76話で姿のみの登場を経て、第81話で本格的に登場。
温厚な性格だが、飼っている動物にワインやビールを飲ませるというお茶目な一面もある。プリパラを諦めようとしたふわりを論し、ふわりに新たな決意を与えるきっかけを作る。
劇場版『み〜んなのあこがれ♪レッツゴー☆プリパリ』では、あじみにレオナルド・ダ・ヴィンチと間違えられる。さらにふわりとあじみのライブを見るために、羊の格好で直接ライブを鑑賞する。
ひびきの両親
声 - 祐仙勇（父）
第83話で存在が確認されたひびきの両親。10年前にパプリカ財団との記念航海中にパミューダ海域で遭難し生死不明となるが、後に生存が確認される。しかしこれにより使用人たちやひびきの友人たちが一時的にひびきの元を離れ、生存が判明するや全員元通りに接したことで、ひびきが人間不信に陥りその後性格まで変化する原因となる。
父親は第83話では電話の声のみの登場で、母親は声・姿共に明かされていない。
ちりの父親
声 - 佐々木望
ちりの父親。温厚な性格であるが、祖母には弱い。
月川 珠姫（つきかわ たまひめ） / レジェンド
声 - 江森浩子
ちりの曽祖母で華道の教師。非常に厳格だが、良い作品が出来たときはきちんと褒める優しい一面もある。実は大正時代から活躍しているプリパラアイドルでもあり、プリパラチェンジ時は若い時の姿になる。みれぃと同様に現実世界では丸眼鏡をかけているが、プリパラチェンジ時はかけていない。
メスライオン
声 - 樫井笙人
ペッパーの育ての親にあたるメスのライオン。ペッパーからは「母ちゃん」と呼ばれている。
第134話では、ペッパーの所属するNonSugarのライブを見届けるため、パラ宿のプリパラを訪れている。
大神田 プロリア（おおかんだ プロリア）
声 - デヴィ・スカルノ
映画『み〜んなのあこがれ♪レッツゴー☆プリパリ』のオリジナルキャラクターで、グロリアの姉。私立パプリカ学園のプランス校の校長でもある。
外見は縦ロールヘアがグロリアと反対側に束ねていること以外グロリアと瓜二つである。「ティファちゃん」と命名した特殊な携帯型クリーナー（声 - 粕谷雄太）を所持している。
偶然プリパリへやって来た校長と些細なことで喧嘩をしたことで、プリパラ全体を混乱に陥れるが、事件解決後はお互い仲直りする。

### その他の登場キャラクター
パラカッパ
作中で時々登場する河童を模した着ぐるみのキャラクター。
のんとなおが「パラカッパくん」と呼んで慕っている。
みるく、あんこ
声 - 夏川椎菜（みるく）、安野希世乃（あんこ）
あろまとみかんとらぁらが出会った、ブルドックのケロ（声 - 麦穂あんな）を連れた幼稚園児。ケロが逃げ出したのを捕まえた時に知り合い、再び逃げ出した時に一緒に探した。あんこは大きな声で話すのが苦手であったが、あろまに悪魔語で勇気づけられて大きな声で話せるようになる。後に第76話であんこが遠くへ引っ越す。
安藤 玲（あんどう れい）
声 - 寺島拓篤
ひびきの直属の執事。喋ることは少ないが有能で、ひびきの命令には忠実である。第72話ではひびきに代わりヤギの姿でプリパラ内に潜入、それ以降はヤギの姿で、語尾嫌いの性質上マネージャーのいないひびきのマネージャーの代わりとして共にプリパラに同行している。
ボーカルドールになろうとしているひびきを心配し、第84話でひびきを裏切りその旨をらぁら達に報告するが、これによりひびきから解雇を言い渡される。その後第89話でひびきから戻るよう言われ、執事に復帰する。
第115話で、ユニコンからTricoloreのマネージャー補佐に任命され、同時にマネージャー補佐としての別名として「ヤギ・めーめー・モーモー・杏仁豆腐」の名前を与えられる。
梅岡さん（うめおかさん）
声 - 山口勝平
映画『み〜んなでかがやけ!キラリン☆スターライブ!』にて登場した岡畑農園（和歌山県）のゆるキャラ。複数の仲間を連れて梅星でプリパラタウンへやって来た。
そふぃを姫として連れようとしたが、そふぃそっくりの姫が登場したため、そふぃのことは諦める。
夢川 ゆい（ゆめかわ ゆい）
次作『アイドルタイムプリパラ』の主人公。
映画『み〜んなでかがやけ!キラリン☆スターライブ!』でもラストで登場し、本編最終話の終盤でもカメオ出演。ジュリィからプリチケを受け取っている。

## 用語

### アニメ版における設定
アニメ版ではゲーム版と共通する設定もあるが、ここではアニメ版独自の設定について記述する。
プリパラタウン
「プリパラ町」とも、単に「プリパラ」とも呼ばれる。アニメではプリパリを中心に世界各地に所在しており、パラ宿のプリパラは第104話時点で222周年を迎えている。
アイドルになりたい女の子からトップアイドルまで、歌やダンスやファッションをライブで競い合うテーマパークのような場所。この中に入れば容姿を大幅に変化させることも可能であり、小学生は自動的にアイドルに見合う身長に成長する。
プリチケを持っていればプリズムストーンから入場ができる。男性はレオナなど女性の風貌をした人を除き基本的にプリチケは届かないので、ヤギに変装してヤギ用のゲートから入る必要がある。施設内には噴水広間を中心に、ライブを行うプリパラTVやおしゃれ通り広場、プリパラカフェなどがあり、プリパラTVの裏にはプリパラジムや図書館などがある。2ndシーズンからエリアが拡張され、ドリームシアターやプリパラミュージアムの存在が判明する。
第77話でひびきのチームがらぁら達のチームに勝利したことでプリパラがひびきの手により「セレパラ」として改造されることになった（詳細は後述）。その結果、第86話のラストでシステムが暴走し崩壊し、らぁらを除く全てのアイドルが記憶喪失に陥る等の影響を受けるが、らぁら達がライブを行ったことでシステムが復旧し、元のプリパラに戻る。
第90話で神アイドルグランプリモードにアップデートされる。
なお、劇中の描写によると、パラ宿町プリパラからプリパリやサパンナなど海外のプリパラへの移動はプリパラ内部の移動手段（ヘリや屋形船）によって可能であり、移動先のプリパラでプリズムストーンを通じて退場すると、移動先の所在地である海外の土地に出てしまう。
Prism Stone（プリズムストーン）
ファッションショップ。アニメではプリパラタウンのゲートとなる筐体があり、プリチケを使って入場する。2ndシーズンではヤギ用のゲートもあり、そちらは雌のヤギであればプリチケは不要で、男性もヤギの格好をすればそこから入場することが可能。
アイドルドリームグランプリ
2ndシーズンのメインとなるイベント。新エリアのプリパラドリームシアターで、5人によるチームで行われる。アニメ版では、サマー、オータム、ウインター、スプリングの計4回が行われた。
神チャレンジライブ
第93話から登場のステージ。
通常のライブの後に、主にその回でジュルルの育成に貢献したアイドルなどに対して発動する。ライブ後は神アイドルグランプリの出場資格となるスーパーサイリウムコーデを獲得できる。
神アイドルグランプリ
3rdシーズンで開催されていた神アイドルを目指すためのグランプリ。同時に、グランプリが開催されるプリパラの存続にも関わる重大なイベントでもある。
3人チームによるエントリーであり、出場するには正式にチーム結成の儀式を済ませている必要がある。
予選で勝利したチームは本選（ファイナル）への出場権を獲得できる。また、予選は一度優勝した後も、何度も出場することが出来る。
グランプリの予選は全部で4回開催され、結果は、第1回はSoLaMi♡SMILEとDressingPaféの同時優勝、第2回はGaarmageddon、第3回はTricolore、第4回はNonSugarがそれぞれ優勝し、本選（ファイナル）への出場権を獲得、さらに予選終了後に敗者復活戦も行われ、UCCHARI BIG-BANGSが本選（ファイナル）への出場権を獲得した。
本選（ファイナル）では、ダイヤの石像の中にある神ドレスと神ヒールを解放し、かつジュリィとジャニスの女神姉妹に勝ったチームが神アイドルになれるため、優勝者は必ずしも神アイドルというわけではない。勝敗は観客のイイネ！の数による投票で決まる他、女神との対決を除き新曲は使用できない。
神アイドルに失敗するとペナルティとしてプリパラが崩壊してしまうこともある。
本選（ファイナル）における成績は以下の通り。
- 優勝 - SoLaMi♡SMILE（その後ジュリィ・ジャニスとの最終決戦を制し、正式に神アイドルとなる）
- 準優勝 - DressingPafé
- 3位 - Tricolore
- ベスト6 - Gaarmageddon、NonSugar、UCCHARI BIG-BANGS

ボーカルドール
アニメでは、プリチケから生まれたアイドルとされている。ファルル、ガァルル、ミニファルルが該当。
他のアイドル達と違い現実世界へ出ることは出来ない。第27話以前までは『ボーカドール』だった。
プリチケ
アニメでは年頃の女の子にこっそり届くプリパラの入場券。トモチケを交換することを「トモチケをパキる」と呼ぶ。
20年前は「プリ券」と呼ばれており、写真が印刷されていない、QRコードではなくバーコードが印刷されているなどの差異がある。また、トモチケとマイチケの間にはミシン目がなく、はさみで切断する必要がある。このことからトモチケ交換は「チョキる」と呼ばれていた。
さらにプリパリ内のループル美術館で世界遺産として保存されている世界一古い2,222年前のプリチケ（石板で出来ている）によるトモチケ交換は「ポキる」と呼ばれていた。
プリパス（プリパス アイドルリンク）
アニメでは主に連絡を取り合うために使用されていたアイテム。
1stシーズンではステージ中のサイリウムチェンジの際にも使用されている。
サイリウムミラクルパクト
アニメでは第64話からプリパスに代わって使用されていたアイテム。
サイリウムコーデ
アニメでは、映画『み〜んなあつまれ！プリズム☆ツアーズ』にて、コスモがプリズムショーのきらめきをヒントにして作ったと語られている。
スーパーサイリウムコーデ
アニメでは、神アイドルグランプリ出場のために必要なプリチケとされている。ジュルル（ジュリィ）の世話に貢献したり、プリパラの活性化に貢献・努力したりすることで入手出来るが、スーパーサイリウムコーデの入手目的でジュルルを手懐けようとしたり、直接ライブを行っていないなどの理由で入手に失敗した例もある。また、グランプリ出場に必要なコーデは一度入手すればそれ以降コーデを入手することはない。
Cyalume Charm（サイリウムチャーム）
2ndシーズンより登場。
アニメではアイドルドリームグランプリ挑戦者の証であり、プリパスと同様にサイリウムチェンジの際に使用する。また、チャームに対応するチャームカラーは、ラブリーはピンク、ポップはブルー、クールはパープル、ナチュラルはグリーン、セレブはイエローとなっている。
サイリウムジュエルマイク
3rdシーズンより登場。アニメではパラ宿の神アイドルグランプリモードへのアップデートに伴い、各人に贈られた専用マイク。ハート形のアイテム「サイリウムジュエル」をセットすることができ、サイリウムチャームに代わりサイリウムチェンジの際に使用する。また、「スーパーサイリウムチェーンジ！」と叫ぶことでスーパーサイリウムコーデになる。
サイリウムジュエル
3rdシーズンより登場のハート型アイテム。サイリウムジュエルマイクに自身のタイプジュエルをセットして使用するが、異なるタイプのジュエルを使うと性格が大きく変化する。
ロゼットパクト
3rdシーズンより登場。アニメではジュルルが身に着けているコンパクト型アイテム。コンパクト内にジュルル用の部屋があり、自由にプリパラ内や現実世界を行き来でできる他、ジュルルの髪を掴んだ相手をコンパクト内へ出入りさせることも可能。ジュルルが入る緑のオリジナルパクト、ジャニスが入る青のオリジナルパクト、そして、アイドル達がジュルルを預けて様子を見たりサイリウムミラクルパクトに代わり通信したりするピンクのロゼットパクトが存在する。
サイリウムタクト
アニメで使用されるアイテムで、2016年10月29日には玩具として発売された。本編ではジュリィが所持する女神の証であるタクトが存在しており、神チャレンジライブでは該当のアイドルが使用する。また、ジュリィ以外の女神がタクトに触れると、ジュリィの未来も含めた全ての情報を知ってしまう。

### アニメ版のみで使用
基本的にアニメ版のみにて登場するが、ゲーム内の読み込み画面で声のみ登場する事もある。
パラ宿（パラジュク）
アニメでの主な舞台となる場所。私立パプリカ学園やプリパラタウンなどが所在している。
ピロガネ
パラ宿の隣町。ちりが通うパクチー小学校が所在する。
私立パプリカ学園（しりつパプリカがくえん）
らぁら達が通う私立の学校。パプリカ財閥が運営する幼小中高一貫校で、通学方法は自宅から通学する場合が多いが、寮から通学する場合もある。らぁら、あろま、みかん、のん、ペッパー、なお等が小学部、みれぃ、そふぃ、シオン、ドロシー、レオナ、ふわり、雨宮、徳田、定子、ちゃん子等が中等部、ひびきが高等部に在籍している。パプリカ学園の校則は全学部共通であるが、その条文の数は万単位と異常に多い。更に校長先生しか知りえない校則「校長先生則」がある。
なお、第24話までのプリパラ禁止は校則で明文化されたものではなく、グロリアが小学部の校長に就任してから勝手に作られた決まりであったという。
パクチー小学校（パクチーしょうがっこう）
ちりが通う学校。ピロガネに所在するお金持ちの学校で、幼稚園から大学まである一貫校である。
プリパラトレーラー
プリパラタウン以外でライブを行う出張ライブ用ステージトレーラー。ピンクにデコレーションされたデコトラで、トランスフォームすることで大型スクリーンを使った簡易ステージに変形する。
『プリティーリズム・レインボーライブ』第6話以降に登場したものと同じトレーラーであり、「プリズムストーン」のショップロゴもそのままになっている。ただし、大型スクリーンのみの展開でプリズムステージは再現されていない。
プリパリ
ヨーロッパラ・プランスにある、アイドルの聖地で世界中のプリパラの総本部でもある。プリパラシステムと町が一体化しており、アイドルタイムプリパラ22話では大通り区画がプール化していた。また第104話の時点で2,222周年を迎えている。
後に、『アイドルタイムプリパラ』第38話で、古代プリパラやサパンナのプリパラの滅亡後に誕生したプリパラであることが判明する。
プリパリモード学園（プリパリモードがくえん）
コスモとあじみが7年前に通っていた学園。プランスのプリパリ、モンパラナスに所在する。
セレパラ
ひびきが理想としていたプリパラで、「格差歓迎！み〜んなライバル！セレブだけアイドル！」をキャッチフレーズとしていた。第77話でウィンタードリームアイドルグランプリの結果を受けて実現することになった。内部はプリパラTVが巨大な城『セレパラ城』になっており、設備も豪華なものになっていた。アイドルも外国から多くの厳選されたアイドルが参加することになったが、その反面トップクラス以上のアイドルしかライブにエントリーが出来なくなった。これによりプリパラアイドル達は友情や努力を失念しかけた。また、スカウトマスコットによるマネージャー制度も廃止され城の下働きのみの業務となっていた。第86話のひびきの敗北と同時にシステムの暴走を経て初期化されたことで、事実上消滅する。
地下パラ（ちかパラ）
プリパラの一角にある商店の地下にあるステージ。かつて大物のアイドルも輩出した場所でもある。会場が狭くテレビ中継も出来ないが、システムのバージョンが古いため、プリパラタウンで唯一セレパラの影響を受けなかった。
大分前に閉鎖され古くなっていたが、第80話でセレパラに対抗するステージとしてメンテナンスを行った上で再び使用されることになる。セレパラが消滅した3rdシーズン以降はガァルルが自身の住処として使用している。
サパンナ町
第109話で登場したアプリカの町。ペッパーの出身地で、パナナ、アミヤなども住んでいる。
ここに所在するプリパラは、かつて開催されていた神アイドルグランプリの開催中にサパ兄ぃの眼鏡がメスライオンに奪われて機能を停止（通称『サパンナの悲劇』）、しばらくは野生動物が棲みつく廃墟同然となっていたが、らぁら達やパナナの努力でライブが可能になり、元の繁栄したプリパラに戻る。パラ宿のプリパラからは超高速の屋形船で行くことが可能である。
後に、『アイドルタイムプリパラ』第38話で、サパンナのプリパラはプリパリの誕生前に滅亡していたことが判明する。
ドレスデザイン
第121話で登場した筐体で、マイドレスデザインルーム内に設置された。これを使用することで誰でも簡単にコーデのデザインを楽しむことができる。完成したコーデはプリチケとしてプリントされる。
プリパラコレクション
略称は「パラコレ」で、テーマは『めざめよ女神のドレスデザイン』。前述のドレスデザインでデザインしたコーデでランウェイを歩き、ファッションリーダーの称号の獲得を目指す。第121話で第1回が開催され、DressingPaféがファッションリーダーの称号を獲得する。
この他アニメ版ではパラ宿以外に「プラジル」「プリフォルニア」「ヨーロッパラ」「パルプス」など『プリパラ』の言語をモチーフとした地名が確認出来る（実在の地名が登場する場合もある）。

## スタッフ
- 原作 - タカラトミーアーツ、シンソフィア
- 監督 - 森脇真琴
- 助監督 - 佐藤まさふみ（第52話 - ）
- チーフディレクター - An Jai Ho
- シリーズ構成 - 土屋理敬、森脇真琴（第65話 - ）
- キャラクター原案 - 金谷有希子
- キャラクターデザイン - 原将治、Cha Sang Hoon
- プロップデザイン - 宮川知子、斉藤里枝、仲田美歩、小川浩（ - 第38話）、Kim Young Beom
- 作画監督 - Song Seung Taik、Song Hyun Ju、Jung Ji Moon（ - 第67話、第116話 - ）、Lee Mi Young（第52話 - ）、Kim San（第68話 - 第77話）、Kang Boo Young（第78話 - ）
- プリパラライブ演出 - 菱田正和、今中菜々（第62話 - 第72話、第75話 - 第119話、第122話）、京極尚彦（第69話、第72話 - 第74話）、安藤尚也（第79話、第99話[注 90] - 第102話、第121話、第123話、第127話、第128話、第132話 - ）、河野亜矢子（第85話、第120話、第135話）、佐藤まさふみ（第129話、第138話）、國行由里江（第137話、第138話）、渡辺葉（第137話）
- 色彩設定 - 赤間三佐子
- 色彩設計 - Yang Min A
- 美術設定 - 佐藤正浩（第1話 - 第5話）、藤瀬智康（第1話 - 第5話）、比留間崇（第6話 - ）、浅沼信也（第6話 - 第38話）、Lee Hoi Young
- 美術 - 永吉幸樹（第1話 - 第5話）、猿谷勝己（第6話 - ）、西俊樹（第6話 - 第38話）、高橋麻穂（第6話 - 第26話）、桃内ツトム（第27話 - ）、戸本早苗（第39話 - ）、齋藤緋沙子（第65話 - ）
- 背景監督 - Lee Hoi Young
- 背景デザイン - Lee Won Gu
- CGディレクター - 乙部善弘
- 撮影監督 - Huh Tae Hee
- 編集 - 坂本雅紀
- 映像編集 - Lee Young Min
- 音響監督 - 長崎行男
- 音楽 - 斉藤恒芳、石塚玲依（第39話 - ）
- 音楽制作 - エイベックス・ピクチャーズ
- アニメーションプロデューサー - 溝渕康人（第1話 - 第38話）→後藤広光（第39話 - ）、Ha Hae Ran（第1話 - 第51話）→Kang Suk Woo（第52話 - ）
- プロデューサー - 高林庸介、鈴木祐治、三浦直樹（第1話 - 第30話）→実松照晃（第31話 - ）、Lee Se Eun
- アニメーション共同制作 - タツノコプロ、DONGWOO A&E
- 製作[96] - テレビ東京、プリパラ製作委員会（エイベックス・ピクチャーズ、テレビ東京、タカラトミーアーツ、タツノコプロ、DONGWOO A&E、小学館、日本アドシステムズ）

## 楽曲

### 主題歌
第130話はオープニングがなく、クレジットはエンディングに集約されている。逆に最終話では本編中で流れた挿入歌がエンディングの代わりとして順々に使用されたため、挿入歌を除くほとんどのスタッフクレジットがオープニングに集約されている。
| 期  | 曲名                 | 作詞                  | 作曲       | 編曲     | 歌                                                      | 使用話数                           | 補足                |
| --- | -------------------- | --------------------- | ---------- | -------- | ------------------------------------------------------- | ---------------------------------- | ------------------- |
| 1st | Make it!             | 森月キャス            | 渡辺徹     | 渡辺徹   | i☆Ris                                                   | 1 - 13                             | [ 注 92 ]           |
| 1st | ミラクル☆パラダイス  | 桑谷美沙 森月キャス   | 桑谷実沙   | 渡辺徹   | i☆Ris                                                   | 14 - 26                            |                     |
| 1st | Realize!             | 板倉孝徳              | 板倉孝徳   | 板倉孝徳 | i☆Ris                                                   | 27 - 38                            |                     |
| 2nd | ドリームパレード     | 渡辺徹 森月キャス     | 渡辺徹     | 渡辺徹   | i☆Ris                                                   | 39 - 64                            | [ 注 93 ]           |
| 2nd | ブライトファンタジー | オノダヒロユキ        | 板倉孝徳   | 板倉孝徳 | i☆Ris                                                   | 65 - 77                            | [ 注 94 ]           |
| 2nd | Goin'on              | KOH                   | KOH        | KOH      | i☆Ris                                                   | 78 - 89                            | [ 注 95 ] [ 注 96 ] |
| 3rd | Ready Smile!!        | 平朋崇                | 光増ハジメ | EFFY     | i☆Ris                                                   | 90 - 102                           | [ 注 97 ]           |
| 3rd | Brand New Dreamer    | fu_mou                | fu_mou     | fu_mou   | らぁら with トライアングル （茜屋日海夏 with 田中美海） | 103 - 106、113、120、121、128、129 | [ 注 98 ]           |
| 3rd | Brand New Dreamer    | fu_mou                | fu_mou     | fu_mou   | らぁら with じゅのん （茜屋日海夏 with 田中美海）       | 107、108、114、115、122、123       | [ 注 98 ]           |
| 3rd | Brand New Dreamer    | fu_mou                | fu_mou     | fu_mou   | らぁら with ぴのん （茜屋日海夏 with 田中美海）         | 109、110、116、117、124、125       | [ 注 98 ]           |
| 3rd | Brand New Dreamer    | fu_mou                | fu_mou     | fu_mou   | らぁら with かのん （茜屋日海夏 with 田中美海）         | 111、112、118、119、126、127       | [ 注 98 ]           |
| 3rd | Shining Star         | 丸山真由子 森月キャス | 丸山真由子 | 清水武仁 | i☆Ris                                                   | 131 - 140                          | [ 注 99 ]           |

| 期  | 曲名                                                                      | 作詞       | 作曲       | 編曲       | 歌                                                  | 使用話数                               | 映像                                | 補足                  |
| --- | ------------------------------------------------------------------------- | ---------- | ---------- | ---------- | --------------------------------------------------- | -------------------------------------- | ----------------------------------- | --------------------- |
| 1st | Jumpin'! Dancin'!                                                         | NOBE       | michitomo  | KOJI oba   | Prizmmy☆                                            | 1 - 13                                 | 実写MV                              |                       |
| 1st | キラキランウェイ☆                                                         | NOBE       | michitomo  | KOJI oba   | Prism☆Box                                           | 14 - 26                                | 実写MV                              |                       |
| 1st | I Just Wanna Be With You 〜仮想（ヴァーチャル）と真実（リアル）の狭間で〜 | 池畑伸人   | 小室哲哉   | Shinnosuke | Prizmmy☆                                            | 27 - 38                                | 実写MV                              |                       |
| 2nd | アイドルキンリョク♥Lesson GO!                                             | 三重野瞳   | 依田伸隆   | 依田伸隆   | らぁら（茜屋日海夏） with プリズム☆アイドル研究生's | 39 - 51                                | 実写MV                              |                       |
| 2nd | 胸キュンLove Song                                                         | 小松レナ   | 大西克巳   | 渡辺徹     | SUPER☆GiRLS                                         | 52 - 64                                | アニメ                              | [ 注 100 ] [ 注 101 ] |
| 2nd | レインボウ・メロディー♪                                                   | 松井洋平   | 桑原聖     | 酒井拓也   | プリパラドリーム☆オールスターズ                     | 65 - 70、72 74 - 77                    | アニメ                              | [ 注 102 ]            |
| 2nd | ThankYou ♥ Birthday                                                       | 三重野瞳   | 森慎太郎   | 森慎太郎   | 真中らぁら（茜屋日海夏）                            | 71                                     | アニメ本編                          |                       |
| 2nd | 純（ピュ）・アモーレ・愛                                                  | 三重野瞳   | 石塚玲依   | 石塚玲依   | 紫京院ひびき（斎賀みつき）                          | 73                                     | アニメ本編                          |                       |
| 2nd | LOVE TROOPER                                                              | q'Left     | 八王子P    | 八王子P    | Prizmmy☆                                            | 78 - 89                                | 実写MV                              |                       |
| 3rd | プリパラ☆ダンシング!!!                                                    | 片桐周太郎 | 片桐周太郎 | 片桐周太郎 | らぁら（茜屋日海夏） &ガァルル（真田アサミ）        | 90 - 102                               | アニメ                              | [ 注 103 ] [ 注 104 ] |
| 3rd | プリパラ☆ダンシング!!!                                                    | 片桐周太郎 | 片桐周太郎 | 片桐周太郎 | らぁら（茜屋日海夏） &ガァルル（真田アサミ）        | 103 - 108                              | アニメ&実写の振り付け紹介（ワイプ） | [ 注 103 ] [ 注 104 ] |
| 3rd | プリパラ☆ダンシング!!!                                                    | 片桐周太郎 | 片桐周太郎 | 片桐周太郎 | らぁら（茜屋日海夏） &ガァルル（真田アサミ）        | 109 - 115                              | アニメ&視聴者投稿映像（ワイプ）     | [ 注 103 ] [ 注 104 ] |
| 3rd | Growin' Jewel!                                                            | 松井洋平   | 桑原聖     | 酒井拓也   | SoLaMiDressing                                      | 116 - 121 123 - 131 133、134 136 - 139 | アニメ                              | [ 注 105 ]            |
| 3rd | Growin' Jewel!                                                            | 松井洋平   | 桑原聖     | 酒井拓也   | Dressing Pafé                                       | 132                                    | アニメ                              | [ 注 105 ]            |
| 3rd | Growin' Jewel!                                                            | 松井洋平   | 桑原聖     | 酒井拓也   | SoLaMi♡SMILE                                        | 135                                    | アニメ                              | [ 注 105 ]            |
| 3rd | Brand New Dreamer                                                         | fu_mou     | fu_mou     | fu_mou     | らぁら with かのん （茜屋日海夏 with 田中美海）     | 122                                    | アニメ本編                          |                       |

### 挿入歌
| 曲名                                                                      | 作詞                             | 作曲                     | 編曲                | 歌 | 話数                                                                                     |
| ------------------------------------------------------------------------- | -------------------------------- | ------------------------ | ------------------- | --- | ---------------------------------------------------------------------------------------- |
| Make it!                                                                  | 森月キャス                       | 渡辺徹                   | 渡辺徹              | i☆Ris | 1 - 6、8、9、11、33                                                                      |
| Make it!                                                                  | 森月キャス                       | 渡辺徹                   | 渡辺徹              | SoLaMiDressing & ファルル（赤﨑千夏）                                                                                | 37                                                                                       |
| Make it!                                                                  | 森月キャス                       | 渡辺徹                   | 渡辺徹              | 北条そふぃ（久保田未夢）                                                                                             | 61                                                                                       |
| Make it!                                                                  | 森月キャス                       | 渡辺徹                   | 渡辺徹              | 南みれぃ（芹澤優）                                                                                                   | 63                                                                                       |
| Make it!                                                                  | 森月キャス                       | 渡辺徹                   | 渡辺徹              | オフヴォーカル | 73、94                                                                                   |
| Make it!                                                                  | 森月キャス                       | 渡辺徹                   | 渡辺徹              | はなな（米澤円） | 81                                                                                       |
| Make it!                                                                  | 森月キャス                       | 渡辺徹                   | 渡辺徹              | SAINTS | 83                                                                                       |
| Make it!                                                                  | 森月キャス                       | 渡辺徹                   | 渡辺徹              | SoLaMi♡SMILE | 135                                                                                      |
| StarLight☆HeartBeat                                                       | 菅原幸枝                         | 菅原幸枝                 | 菅原幸枝            | 明坂聡美 | 1、33                                                                                    |
| 太陽のflare sherbet                                                       | 三重野瞳                         | 山原一浩                 | 山原一浩            | 北条そふぃ（久保田未夢）                                                                                             | 3、5、6 - 8、11、21、61、79                                                              |
| オトメパズル 〜恋するEVERYDAY〜                                           | 菅原幸枝                         | 菅原幸枝                 | 菅原幸枝            | 明坂聡美 | 4                                                                                        |
| Shooting STAR                                                             | 菅原幸枝                         | 菅原幸枝                 | 菅原幸枝            | 明坂聡美 | 5                                                                                        |
| ま〜ぶるMake up a-ha-ha!                                                  | 三重野瞳                         | 山原一浩                 | 山原一浩            | 真中らぁら（茜屋日海夏） & 南みれぃ（芹澤優）                                                                        | 6 - 8、10 - 12、33、107                                                                  |
| ま〜ぶるMake up a-ha-ha!                                                  | 三重野瞳                         | 山原一浩                 | 山原一浩            | 真中らぁら（茜屋日海夏） & 真中のん（田中美海）                                                                      | 122                                                                                      |
| Pretty Prism Paradise!!!                                                  | 松井洋平                         | 佐々倉有吾               | 佐々倉有吾          | SoLaMi♡SMILE | 12 - 21、33、61、68、119、140                                                            |
| ぎゃっぷりぷりっぷー                                                      | 三重野瞳                         | 菅原幸枝                 | 菅原幸枝            | SoLaMi♡SMILE | 13、16、49、66、69、77、81、84                                                           |
| NO D&D code                                                               | 三重野瞳                         | 山原一浩                 | 山原一浩            | Dressing Pafé | 14、15、18、20、21、33、44、49、91、140                                                  |
| NO D&D code                                                               | 三重野瞳                         | 山原一浩                 | 山原一浩            | オフヴォーカル | 99                                                                                       |
| GoGo!プリパライフ                                                         | 三重野瞳                         | 菅原幸枝                 | 菅原幸枝            | SoLaMi♡SMILE | 14、21、30、44、66、75、86                                                               |
| と・き・め・きDays                                                        | 菅原幸枝                         | 菅原幸枝                 | 菅原幸枝            | 明坂聡美 | 16                                                                                       |
| HAPPYぱLUCKY                                                              | 三重野瞳                         | 中村瑛彦                 | 中村瑛彦            | SoLaMi♡SMILE | 22、24、27、29、30、32、42、61、81、137                                                  |
| CHANGE! MY WORLD                                                          | 松井洋平                         | 桑原聖                   | 酒井拓也            | Dressing Pafé | 22、23、28、30、33、51、53、60、110、137                                                 |
| CHANGE! MY WORLD                                                          | 松井洋平                         | 桑原聖                   | 酒井拓也            | オフヴォーカル | 99                                                                                       |
| 寒い夜だから…                                                             | 小室哲哉                         | 小室哲哉                 | 小室哲哉            | trf | 24                                                                                       |
| Realize!                                                                  | 板倉孝徳                         | 板倉孝徳                 | 板倉孝徳            | SoLaMiDressing | 25、26、63、76、113、136                                                                 |
| 0（ゼロ）-week-old                                                        | 三重野瞳                         | 片桐周太郎               | 片桐周太郎          | ファルル（赤﨑千夏）                                                                                                 | 26、28、30、31、33 - 35                                                                  |
| EZ DO DANCE                                                               | TETSUYA KOMURO                   | TETSUYA KOMURO           | michitomo           | Prizmmy☆ | 29                                                                                       |
| 君100%人生                                                                | 三重野瞳                         | 山原一浩                 | 山原一浩            | 北条コスモ（山本希望）                                                                                               | 31、81                                                                                   |
| Love friend style                                                         | 三重野瞳                         | 原田篤                   | 桑原聖              | SoLaMiDressing | 35、38、87                                                                               |
| Love friend style                                                         | 三重野瞳                         | 原田篤                   | 桑原聖              | 真中らぁら（茜屋日海夏）                                                                                             | 36                                                                                       |
| Love friend style                                                         | 三重野瞳                         | 原田篤                   | 桑原聖              | 北条そふぃ（久保田末夢）                                                                                             | 61                                                                                       |
| Love friend style                                                         | 三重野瞳                         | 原田篤                   | 桑原聖              | オフヴォーカル | 124                                                                                      |
| ドリームパレード                                                          | 渡辺徹 森月キャス                | 渡辺徹                   | 渡辺徹              | 真中らぁら（茜屋日海夏）                                                                                             | 39、50                                                                                   |
| ドリームパレード                                                          | 渡辺徹 森月キャス                | 渡辺徹                   | 渡辺徹              | 南みれぃ（芹澤優）                                                                                                   | 41、82                                                                                   |
| ドリームパレード                                                          | 渡辺徹 森月キャス                | 渡辺徹                   | 渡辺徹              | SoLaMi♡SMILE | 43、47、53、59、61、69                                                                   |
| ドリームパレード                                                          | 渡辺徹 森月キャス                | 渡辺徹                   | 渡辺徹              | ふれんど〜る | 88                                                                                       |
| でび&えん☆Reversible- Ring                                                | 三重野瞳                         | 山原一浩                 | 山原一浩            | アロマゲドン | 40、42、45、46、54、76、82、90、96、104                                                  |
| 太陽のflare sherbet サクラシャワーver.                                    | 三重野瞳 大場小ゆり              | 山原一浩                 | 山原一浩            | 北条そふぃ（久保田未夢）                                                                                             | 42、97                                                                                   |
| ラッキー！サプライズ☆バースデイ                                           | 松井洋平                         | 桑原聖                   | 酒井拓也            | そらマゲドン・み | 48                                                                                       |
| ラッキー！サプライズ☆バースデイ                                           | 松井洋平                         | 桑原聖                   | 酒井拓也            | SoLaMiDressing | 71                                                                                       |
| コノウタトマレイヒ                                                        | 三重野瞳                         | 山原一浩                 | 山原一浩            | 緑風ふわり（佐藤あずさ）                                                                                             | 52、55、109                                                                              |
| コノウタトマレイヒ                                                        | 三重野瞳                         | 山原一浩                 | 山原一浩            | 緑風ふわり（佐藤あずさ） & 紫京院ひびき（斎賀みつき）                                                                | 89、108                                                                                  |
| トンでもSUMMER ADVENTURE                                                  | 三重野瞳                         | hisakuni                 | hisakuni            | ドレッシングふらわー                                                                                                 | 56、57、88、110                                                                          |
| 0（ラブ）-week-old                                                        | 三重野瞳                         | 片桐周太郎               | 片桐周太郎          | ファルル（赤﨑千夏）                                                                                                 | 58、70、75、133                                                                          |
| 0（ラブ）-week-old                                                        | 三重野瞳                         | 片桐周太郎               | 片桐周太郎          | ガァルル（真田アサミ）                                                                                               | 80、81、83                                                                               |
| 0（ラブ）-week-old                                                        | 三重野瞳                         | 片桐周太郎               | 片桐周太郎          | ファルル（赤﨑千夏）& 紫京院ひびき（斎賀みつき）                                                                     | 111                                                                                      |
| 絶対生命 final show女                                                     | 三重野瞳                         | 山原一浩                 | 山原一浩            | 東堂シオン（山北早紀）                                                                                               | 62、90                                                                                   |
| パニックラビリンス                                                        | 三重野瞳                         | 依田伸隆                 | 依田伸隆            | 黄木あじみ（上田麗奈）                                                                                               | 64、65、72、107                                                                          |
| オムオムライス                                                            | hisakuni                         | hisakuni                 | hisakuni            | コズミックオムライスダ・ヴィンチ                                                                                     | 66、67、88                                                                               |
| ぱぴぷぺ☆POLICE!                                                          | 宮嶋淳子                         | 宮崎まゆ                 | 高橋修平            | 真中らぁら（茜屋日海夏）& ドロシー・ウェスト（澁谷梓希）& 白玉みかん（渡部優衣）                                     | 69、72、111                                                                              |
| 純（ピュ）・アモーレ・愛                                                  | 三重野瞳                         | 石塚玲依                 | 石塚玲依            | 紫京院ひびき（斎賀みつき）                                                                                           | 73、74、111                                                                              |
| ミラクル☆パラダイス                                                       | 桑谷美沙 森月キャス              | 桑谷実沙                 | 渡辺徹              | i☆Ris | 77、84                                                                                   |
| ホワット・ア・ワンダプリ・ワールド!!                                      | 松井洋平                         | 酒井陽一                 | 酒井陽一            | セレパラ歌劇団 | 77、78、88                                                                               |
| ヴァーチャデリアイドル♥                                                   | 三重野瞳                         | hisakuni                 | hisakuni            | 赤井めが姉ぇ（伊藤かな恵）                                                                                           | 79、107                                                                                  |
| ガムシャランホイ                                                          | 三重野瞳                         | 菅原幸枝                 | 菅原幸枝            | Dressing Pafé | 81                                                                                       |
| ぷりっとぱ〜ふぇくと                                                      | 三重野瞳                         | 桑原聖                   | 酒井拓也            | 南みれぃ（芹澤優）                                                                                                   | 84、133                                                                                  |
| Twin mirror♥compact                                                       | 三重野瞳                         | 山原一浩                 | 山原一浩            | ドロシー・ウェスト（澁谷梓希）& レオナ・ウェスト（若井友希）                                                         | 85、90                                                                                   |
| アラウンド・ザ・プリパランド！                                            | 松井洋平                         | 桑原聖                   | 酒井拓也            | ふれんど〜る & セレパラ歌劇団                                                                                        | 86、88                                                                                   |
| トライアングル・スター                                                    | 松井洋平                         | 桑原聖                   | 酒井拓也            | SoLaMi♡SMILE | 89 - 91、93、95、101                                                                     |
| かりすま〜とGIRL☆Yeah!                                                    | 宮嶋淳子                         | hisakuni                 | 高橋修平            | じゅのん（田中美海）                                                                                                 | 92                                                                                       |
| かりすま〜とGIRL☆Yeah!                                                    | 宮嶋淳子                         | hisakuni                 | invisiblemanners    | ぴのん（田中美海）                                                                                                   | 93                                                                                       |
| かりすま〜とGIRL☆Yeah!                                                    | 宮嶋淳子                         | hisakuni                 | 千葉タダシゲ        | かのん（田中美海）                                                                                                   | 94                                                                                       |
| かりすま〜とGIRL☆Yeah!                                                    | 不明                             | 不明                     | 不明                | 不明 | 95、99、100                                                                              |
| かりすま〜とGIRL☆Yeah!                                                    | 宮嶋淳子                         | hisakuni                 | hisakuni            | TRiANGLE | 98、101、103、113、116、118                                                              |
| Ready Smile!!                                                             | 平朋崇                           | 光増ハジメ               | EFFY                | i☆Ris | 93、95、97 - 101、104 - 106、108、111、114、115、 119、121、123、125、127、129、135、137 |
| Ready Smile!!                                                             | 平朋崇                           | 光増ハジメ               | EFFY                | SoLaMi♡SMILE | 103、109、110、112、115、122、125、126、134                                              |
| 言葉にできない                                                            | 小田和正                         | 小田和正                 | 小田和正            | 小田和正 | 95                                                                                       |
| ラン♪ for ジャンピン!                                                     | 松井洋平                         | 桑原聖                   | 酒井拓也            | Dressing Pafé | 99 - 102、109、115、121、126、132                                                        |
| Goin'on                                                                   | KOH                              | KOH                      | KOH                 | i☆Ris | 100                                                                                      |
| Goin'on                                                                   | KOH                              | KOH                      | KOH                 | オフヴォーカル | 121                                                                                      |
| レインボウ・メロディー♪                                                   | 松井洋平                         | 桑原聖                   | 酒井拓也            | プリパラドリーム☆オールスターズ                                                                                      | 102                                                                                      |
| アメイジング・キャッスル                                                  | 松井洋平                         | 桑原聖                   | 酒井拓也            | Gaarmageddon | 105、106、114、119、126、132、140                                                        |
| Just My Chance Call                                                       | 三重野瞳                         | 山原一浩                 | 山原一浩            | ちゃん子（赤﨑千夏） With そふぃ親衛隊                                                                               | 107                                                                                      |
| Mon chouchou                                                              | 三重野瞳                         | 松井洋平                 | 酒井拓也 矢鴇つかさ | Tricolore | 114、115、133、135、140                                                                  |
| Girl's Fantasy                                                            | 宮嶋淳子                         | 松坂康司                 | 松坂康司            | ジュリィ（上田麗奈）                                                                                                 | 117、124、130、140                                                                       |
| Girl's Fantasy                                                            | 宮嶋淳子                         | 松坂康司                 | 松坂康司            | ジュリィ（上田麗奈） & ジャニス（豊崎愛生）                                                                          | 138                                                                                      |
| シュガーレス×フレンド                                                     | 松井洋平                         | 本多友紀                 | 酒井拓也            | NonSugar | 120、123、127、128、134、140                                                             |
| シュガーレス×フレンド                                                     | 松井洋平                         | 本多友紀                 | 酒井拓也            | オフヴォーカル | 124                                                                                      |
| Jumpin'! Dancin'!                                                         | NOBE                             | michitomo                | KOJI oba            | Prizmmy☆ | 125                                                                                      |
| I Just Wanna Be With You 〜仮想（ヴァーチャル）と真実（リアル）の狭間で〜 | 池田伸人                         | 小室哲哉                 | Shinnosuke          | Prizmmy☆ | 125                                                                                      |
| キラキランウェイ☆                                                         | NOBE                             | michitomo                | KOJI oba            | Prism☆Box | 125                                                                                      |
| 愛ドルを取り戻せ！                                                        | マイクスギヤマ                   | 石塚玲依                 | 石塚玲依            | UCCHARI BIG-BANGS | 129、131、133、140                                                                       |
| 組曲フォーエバー☆フレンズ 〜第一楽章〜「I FRIEND YOU!!」                  | 松井洋平                         | 桑原聖                   | 酒井拓也            | SoLaMi♡SMILE | 138、139                                                                                 |
| 組曲フォーエバー☆フレンズ 〜第二楽章〜「LOVE IS FRIEND」                  | 松井洋平                         | 松井洋平 桑原聖          | 酒井拓也            | SoLaMi♡SMILE & ジュリィ（上田麗奈） ジャニス（豊崎愛生）                                                             | 138                                                                                      |
| 組曲フォーエバー☆フレンズ 〜インターリュード〜「メモリーズ・メドレー」    | 松井洋平 三重野瞳 マイクスギヤマ | 桑原聖 本多友紀 石塚玲依 | 酒井拓也            | SoLaMi♡SMILE & Dressing Pafé & NonSugar & Tricolore & Gaarmageddon & 北条コスモ（山本希望） & 黄木あじみ（上田麗奈） | 139                                                                                      |
| 組曲フォーエバー☆フレンズ 〜第三楽章〜「My Friend, Dear Friend」          | 松井洋平                         | 桑原聖                   | 酒井拓也            | SoLaMi♡SMILE & Dressing Pafé & NonSugar & Tricolore & Gaarmageddon & 北条コスモ（山本希望） & 黄木あじみ（上田麗奈） | 139                                                                                      |
| 組曲フォーエバー☆フレンズ 〜第四楽章〜「ウィー・アー・ザ・フレンズ!」     | 松井洋平                         | 桑原聖                   | 酒井拓也            | SoLaMi♡SMILE & Dressing Pafé & NonSugar & Tricolore & Gaarmageddon & 北条コスモ（山本希望） & 黄木あじみ（上田麗奈） | 139                                                                                      |

## プリパラしりとり
第105話から最終話まで提供クレジットで行っていた、作中で登場した用語によるしりとり。しりとりの文字は実際に提供クレジットにて表示されたものを記載する。

## 放送局

### 日本国内での放送
テレビ東京系列の地上波6局のみ字幕放送対応。同時ネット局も含め特番編成などにより放送時間が変更される場合があった。
| 放送地域                    | 放送局               | 放送期間                                                   | 放送日時                                        | 系列                  | 備考                            |
| 1stシーズン                 | 1stシーズン          | 1stシーズン                                                | 1stシーズン                                     | 1stシーズン           | 1stシーズン                     |
| --------------------------- | -------------------- | ---------------------------------------------------------- | ----------------------------------------------- | --------------------- | ------------------------------- |
| 関東広域圏                  | テレビ東京           | 2014年7月5日 - 2015年3月28日                               | 土曜 10:00 - 10:30                              | テレビ東京系列        | 製作局                          |
| 北海道                      | テレビ北海道         | 2014年7月5日 - 2015年3月28日                               | 土曜 10:00 - 10:30                              | テレビ東京系列        |                                 |
| 愛知県                      | テレビ愛知           | 2014年7月5日 - 2015年3月28日                               | 土曜 10:00 - 10:30                              | テレビ東京系列        |                                 |
| 大阪府                      | テレビ大阪           | 2014年7月5日 - 2015年3月28日                               | 土曜 10:00 - 10:30                              | テレビ東京系列        |                                 |
| 岡山県・香川県              | テレビせとうち       | 2014年7月5日 - 2015年3月28日                               | 土曜 10:00 - 10:30                              | テレビ東京系列        |                                 |
| 福岡県                      | TVQ九州放送          | 2014年7月5日 - 2015年3月28日                               | 土曜 10:00 - 10:30                              | テレビ東京系列        |                                 |
| 日本全域                    | BSジャパン           | 2014年7月5日 - 2015年3月28日                               | 土曜 10:00 - 10:30                              | BS放送                |                                 |
| 日本全域                    | AT-X                 | 2014年7月13日 - 2015年4月5日                               | 日曜 17:30 - 18:00                              | CS放送                | リピート放送あり                |
| 日本全域                    | ニコニコ生放送       | 2014年7月18日 - 2015年4月10日                              | 金曜 19:00 - 19:30                              | ネット配信            | 第1話のみ無料配信               |
| 日本全域                    | ニコニコチャンネル   | 2014年7月18日 - 2015年4月10日                              | 金曜 19:30 更新                                 | ネット配信            | 第1話のみ無料配信               |
| 日本全域                    | ディズニーチャンネル | 2015年10月5日 -                                            | 日曜 16:00 - 16:30                              | CS放送                | リピート放送あり                |
| 宮城県                      | 仙台放送             | 2014年10月20日 - 2015年4月13日                             | 月曜 15:50 - 16:20                              | フジテレビ系列        | 第2 - 13話は未放送              |
| 奈良県                      | 奈良テレビ           | 2015年2月21日 - 11月7日                                    | 土曜 7:00 - 7:30                                | 独立局                |                                 |
| 和歌山県                    | テレビ和歌山         | 2015年3月6日 - 11月20日                                    | 金曜 7:30 - 8:00                                | 独立局                |                                 |
| 滋賀県                      | びわ湖放送           | 2015年3月23日 - 12月7日                                    | 月曜 17:30 - 18:00                              | 独立局                |                                 |
| 2ndシーズン                 |                      |                                                            |                                                 |                       |                                 |
| 関東広域圏                  | テレビ東京           | 2015年4月4日 - 9月26日 2015年10月5日 - 2016年3月28日       | 土曜 10:00 - 10:30 月曜 18:30 - 18:57           | テレビ東京系列        | 製作局                          |
| 北海道                      | テレビ北海道         | 2015年4月4日 - 9月26日 2015年10月5日 - 2016年3月28日       | 土曜 10:00 - 10:30 月曜 18:30 - 18:57           | テレビ東京系列        |                                 |
| 愛知県                      | テレビ愛知           | 2015年4月4日 - 9月26日 2015年10月5日 - 2016年3月28日       | 土曜 10:00 - 10:30 月曜 18:30 - 18:57           | テレビ東京系列        |                                 |
| 大阪府                      | テレビ大阪           | 2015年4月4日 - 9月26日 2015年10月5日 - 2016年3月28日       | 土曜 10:00 - 10:30 月曜 18:30 - 18:57           | テレビ東京系列        |                                 |
| 岡山県・香川県              | テレビせとうち       | 2015年4月4日 - 9月26日 2015年10月5日 - 2016年3月28日       | 土曜 10:00 - 10:30 月曜 18:30 - 18:57           | テレビ東京系列        |                                 |
| 福岡県                      | TVQ九州放送          | 2015年4月4日 - 9月26日 2015年10月5日 - 2016年3月28日       | 土曜 10:00 - 10:30 月曜 18:30 - 18:57           | テレビ東京系列        |                                 |
| 日本全域                    | AT-X                 | 2015年4月11日 - 10月3日 2015年10月10日 - 2016年4月2日      | 土曜 21:30 - 22:00 土曜 22:30 - 23:00           | CS放送                | リピート放送あり                |
| 日本全域                    | BSジャパン           | 2015年4月14日 - 2016年4月5日                               | 火曜 17:29 - 17:58                              | テレビ東京系列 BS放送 |                                 |
| 日本全域                    | ニコニコチャンネル   | 2015年4月17日 - 2016年4月8日                               | 金曜 0:00（木曜深夜） 更新                      | ネット配信            | 2016年4月以降第39話のみ無料配信 |
| 日本全域                    | ニコニコ生放送       | 2015年4月17日 - 2016年4月8日                               | 金曜 21:00 - 21:30                              | ネット配信            |                                 |
| 宮城県                      | 仙台放送             | 2015年4月20日 - 2016年3月28日 2016年4月8日 - 2016年4月29日 | 月曜 15:50 - 16:20 金曜 15:50 - 16:18           | フジテレビ系列        |                                 |
| 静岡県                      | 静岡朝日テレビ       | 2015年7月5日 - 2016年4月24日                               | 日曜 5:20 - 5:50                                | テレビ朝日系列        | 第40 - 49話は未放送             |
| 奈良県                      | 奈良テレビ           | 2015年11月14日 - 2016年3月26日 2016年4月6日 - 11月23日     | 土曜 7:00 - 7:30 水曜 7:30 - 8:00               | 独立局                |                                 |
| 和歌山県                    | テレビ和歌山         | 2015年11月27日 - 2016年11月18日                            | 金曜 7:30 - 8:00                                | 独立局                |                                 |
| 滋賀県                      | びわ湖放送           | 2015年12月14日 - 2016年12月5日                             | 月曜 17:30 - 18:00                              | 独立局                |                                 |
| 岐阜県                      | 岐阜放送             | 2016年4月12日                                              | 火曜 17:30 - 18:00                              | 独立局                | 第89話のみ放送                  |
| 3rdシーズン『神アイドル編』 |                      |                                                            |                                                 |                       |                                 |
| 関東広域圏                  | テレビ東京           | 2016年4月5日 - 2017年3月28日                               | 火曜 17:55 - 18:25                              | テレビ東京系列        | 製作局                          |
| 北海道                      | テレビ北海道         | 2016年4月5日 - 2017年3月28日                               | 火曜 17:55 - 18:25                              | テレビ東京系列        |                                 |
| 愛知県                      | テレビ愛知           | 2016年4月5日 - 2017年3月28日                               | 火曜 17:55 - 18:25                              | テレビ東京系列        |                                 |
| 大阪府                      | テレビ大阪           | 2016年4月5日 - 2017年3月28日                               | 火曜 17:55 - 18:25                              | テレビ東京系列        |                                 |
| 岡山県・香川県              | テレビせとうち       | 2016年4月5日 - 2017年3月28日                               | 火曜 17:55 - 18:25                              | テレビ東京系列        |                                 |
| 福岡県                      | TVQ九州放送          | 2016年4月5日 - 2017年3月28日                               | 火曜 17:55 - 18:25                              | テレビ東京系列        |                                 |
| 日本全域                    | AT-X                 | 2016年4月9日 - 12月24日 2017年1月7日 - 4月2日              | 土曜 22:30 - 23:00 日曜 0:30 - 1:00（土曜深夜） | CS放送                | リピート放送あり                |
| 日本全域                    | BSジャパン           | 2016年4月12日 - 2017年4月4日                               | 火曜 17:29 - 17:58                              | テレビ東京系列 BS放送 |                                 |
| 日本全域                    | ニコニコ生放送       | 2016年4月15日 - 2017年4月7日                               | 金曜 21:00 - 21:30                              | ネット配信            |                                 |
| 日本全域                    | ニコニコチャンネル   | 2016年4月15日 - 2017年4月7日                               | 金曜 21:30 更新                                 | ネット配信            | 第90話のみ無料配信              |
| 岐阜県                      | 岐阜放送             | 2016年4月19日 - 2017年4月11日                              | 火曜 17:30 - 18:00                              | 独立局                |                                 |
| 新潟県                      | 新潟テレビ21         | 2016年4月24日 - 2017年3月26日 2017年4月8日 - 5月6日        | 日曜 6:30 - 7:00 土曜 5:20 - 5:50               | テレビ朝日系列        | [ 注 130 ]                      |
| 宮城県                      | 仙台放送             | 2016年5月6日 - 2017年4月21日                               | 金曜 15:50 - 16:18                              | フジテレビ系列        | [ 注 131 ]                      |
| 和歌山県                    | テレビ和歌山         | 2016年11月25日 - 2017年11月10日                            | 金曜 7:30 - 8:00                                | 独立局                |                                 |
| 奈良県                      | 奈良テレビ           | 2016年11月30日 - 2017年11月29日                            | 水曜 7:30 - 8:00                                | 独立局                |                                 |
| 滋賀県                      | びわ湖放送           | 2016年12月12日 - 2017年12月4日                             | 月曜 17:30 - 18:00                              | 独立局                |                                 |

### 日本国外での放送
時間帯は全て現地時間。
| 放送地域                | 放送局         | 放送期間                        | 放送日時                                                                    | 備考                                                                               |
| ----------------------- | -------------- | ------------------------------- | --------------------------------------------------------------------------- | ---------------------------------------------------------------------------------- |
| 台湾 福建省             | 東森幼幼台     | 2015年8月8日 - 2016年4月30日    | 土曜 17:00 - 17:30 (2015年10月31日から土曜 16:00 - 16:30)                   | 『星光樂園』（第1部）のタイトルで放送 普通話放送 繁体字字幕あり                    |
| 香港 マカオ 広東省 広西 | 無綫電視翡翠台 | 2015年9月27日 - 2016年2月14日   | 日曜 17:30 - 18:00 (2015年10月10日から土曜 17:30-17:55、日曜 17:30 - 18:00) | 『星光樂園』（第1部）のタイトルで放送 広東語・日本語二ヶ国語放送 繁体字字幕あり    |
| 香港 マカオ 広東省 広西 | 無綫電視翡翠台 | 2017年3月28日 - 2017年9月19日   | 火曜・水曜 17:20 - 17:50                                                    | 『星光樂園II』（第2部）のタイトルで放送 広東語・日本語二ヶ国語放送 繁体字字幕あり  |
| 香港 マカオ 広東省 広西 | 無綫電視翡翠台 | 2018年8月28日 - 2019年2月19日   | 火曜・水曜 17:20 - 17:50                                                    | 『星光樂園III』（第3部）のタイトルで放送 広東語・日本語二ヶ国語放送 繁体字字幕あり |
| 韓国全域                | MBC            | 2015年11月12日 - 2016年3月23日  | 水曜・木曜 15:55 - 16:25                                                    | 『프리파라』（第1部）のタイトルで放送 韓国語放送 ハングル字幕あり                  |
| 韓国全域                | MBC            | 2016年10月26日 - 2017年11月22日 | 水曜 15:55 - 16:25                                                          | 『프리파라 시즌 2』（第2部）のタイトルで放送 韓国語放送 ハングル字幕あり           |
| 韓国全域                | MBC            | 2018年1月30日 - 2019年1月22日   | 火曜 15:00 - 15:30 水曜 15:00 - 15:30                                       | 『프리파라 시즌 3』（第3部）のタイトルで放送 韓国語放送 ハングル字幕あり           |

## 劇場版

### み〜んなあつまれ！プリズム☆ツアーズ
『劇場版プリパラ み〜んなあつまれ！プリズム☆ツアーズ』のタイトルで、2015年3月7日に公開。
本編であるプリパラのライブとは別に、『プリティーリズム』シリーズの『プリズムライブ』を紹介するコーナーがあり、このパートが全部で3+1パターン存在している。基本の3パターン（ラブリードリームツアー・パーフェクトスターツアー・スーパーミラクルツアー）は公開期間中1週間で代わり代わりに変更。残り1パターン『胸キュン！プリズムボーイズツアー』はプリティーリズムシリーズで男性たちが行うプリズムライブにスポットを当てた『サプライズパターン』という扱いで、特定の日に公開するレアバージョンになっている。この『プリズムボーイズツアー』が好評を博し、後に独立した作品『KING OF PRISM by PrettyRhythm』（キンプリシリーズ）へと繋がっていった。

#### スタッフ（プリズムツアーズ）
- 原作 - タカラトミーアーツ、シンソフィア
- 監修 - 森脇真琴
- 監督 - 菱田正和
- 脚本 - 青葉譲
- 演出 - 菱田マサカズ
- 絵コンテ - 日歩冠星
- キャラクター原案 - 金谷有希子、渡辺明夫、okama
- キャラクターデザイン - 原将治、川島尚、斉藤里枝、松浦麻衣
- 作画監督 - 原将治、川島尚、斉藤里枝、本多恵美、鈴木理彩、五十内裕輔、松浦麻衣
- 美術設定 - 比留間崇
- 美術監督 - 戸本早苗
- CGディレクター - 乙部善弘
- 編集 - 森田編集室、坂本雅紀
- 音楽 - 斉藤恒芳、長岡成貢
- 音楽プロデューサー - 池畑伸人
- 音響監督 - 長崎行男
- エグゼクティブプロデューサー - 森岡俊広、久保弥、勝股英夫、大山良
- プロデューサー - 大庭晋一郎、岩瀬智彦
- アニメーションプロデューサー - 依田健
- 制作 - タツノコプロ、avex pictures
- 製作・配給・宣伝 - エイベックス・ピクチャーズ
- 特別協賛 - タカラトミーアーツ

#### 主題歌（プリズムツアーズ）
オープニングテーマ「GoGo!プリパライフ」
作詞 - 三重野瞳 / 作曲・編曲 - 菅原幸枝 / 歌 - 真中らぁら（茜屋日海夏） & 南みれぃ（芹澤優） & 北条そふぃ（久保田未夢）
エンディングテーマ「Welcome! Girls!」
作詞 - 三重野瞳 / 作曲 - 宮崎まゆ / 編曲 - hisakuni / 歌 - 赤井めが姉ぇ（伊藤かな恵） & 赤井めが兄ぃ（諏訪部順一） / コーラス - 真中らぁら（茜屋日海夏） & 南みれぃ（芹澤優） & 北条そふぃ（久保田未夢）

#### 上映スケジュール
ルート1『ラブリードリームツアー』
2015年3月7日から3月13日まで。
ルート2『パーフェクトスターツアー』
2015年3月14日から3月20日まで。
ルート3『スーパーミラクルツアー』
2015年3月21日から3月27日まで。
第4週
2015年3月28日から4月3日まで。
ルート1-3のいずれか上映。各劇場により異なる。
ルート4『胸キュン！プリズムボーイズツアー』
毎週金曜日の最終上映回のみ。一部劇場では上映せず。

### み〜んなでめざせ！アイドル☆グランプリ
『とびだすプリパラ み〜んなでめざせ！アイドル☆グランプリ』のタイトルで、2015年10月24日に2Dと3Dで公開された。
単体でのソフト化はなく、『劇場版 プリパラ&キラッとプリ☆チャン 〜きらきらメモリアルライブ〜』のソフトに同時収録される。

#### スタッフ（アイドルグランプリ）
- 原作 - タカラトミーアーツ、シンソフィア
- 監督 - 依田伸隆
- 脚本 - 赤尾でこ
- CGディレクター - 乙部善弘
- 3D演出 - 三田邦彦
- 制作 - 10GAUGE、キュー・テック
- 製作 - とびだすプリパラ製作委員会
- 配給 - エイベックス・ピクチャーズ

### み〜んなのあこがれ♪レッツゴー☆プリパリ
『映画プリパラ み〜んなのあこがれ♪レッツゴー☆プリパリ』のタイトルで、2016年3月12日に公開。前作『とびだすプリパラ み〜んなでめざせ！アイドル☆グランプリ』のエンディングで、本作の公開が明らかになった。本作の完全オリジナルキャラクターとして大神田グロリアの姉・『大神田プロリア』（声 - デヴィ夫人）が登場。このほかゲスト声優として川栄李奈が『ミニファルル』の一人を演じる。
週替わりのバージョンが3パターン用意され、基本的に再上映も含めて6週かけて上映される。入場者特典は、プリチケ『プリパリトリコロールコーデ』で、3週間かけて3種類のプリチケがプレゼントされる（第4週以降の入場者特典は第3週の余りの先着順のプレゼントを除き無し）。

#### 上映スケジュール（レッツゴー☆プリパリ）
以下の3パターンを週替わりで上映。いずれも中盤のシーンが差し替えられている。
『ふわり・あじみルート オオカミとヤギコース』
2016年3月12日から3月18日および、4月2日から4月8日まで。
『ひびきルート 灼熱のゴビコース』
2016年3月19日から3月25日および、4月9日から4月15日まで。
『親衛隊ルート 地下F・Cコース』
2016年3月26日から4月1日および、4月16日から4月22日まで。

#### スタッフ（レッツゴー☆プリパリ）
- 原作 - タカラトミーアーツ、シンソフィア
- 監督 - 森脇真琴
- 脚本 - ふでやすかずゆき
- 副監督・コンテ・演出 - 佐藤まさふみ
- プリパラライブ演出 - 菱田正和、今中菜々
- キャラクター原案 - 金谷有希子
- キャラクターデザイン・総作画監督 - 原将治
- プリメカデザイン - 大河原邦男
- プロップデザイン - 宮川知子、斉藤里枝、仲田美歩
- 美術設定 - 比留間崇
- 美術 - 猿谷勝己、桃内ツトム、齋藤緋沙子
- CGディレクター - 乙部善弘
- 音響監督 - 長崎行男
- 音楽 - 斉藤恒芳、石塚玲依
- アニメーションプロデューサー - 吉田昇一
- プロデューサー - 岩瀬智彦、大庭晋一郎、依田健、番泰之、板橋徹
- アニメーション制作 - タツノコプロ
- アニメーション制作協力 - パッショーネ
- 配給・宣伝 - エイベックス・ピクチャーズ
- 製作 - 映画プリパラ製作委員会（avex pictures、タカラトミーアーツ、タツノコプロ、テレビ東京、イオンエンターテイメント）

#### 主題歌（レッツゴー☆プリパリ）
オープニングテーマ「あなたがプリパラに来るのを、あたし待ってる。」
作詞 - 筆安一幸 / 作曲・編曲 - 斉藤恒芳 / 歌 - 真中らぁら（茜屋日海夏）
主題歌「チキンLINE」
作詞 - 秋元康 / 作曲 - 高木隆次 / 編曲 - 生田真心 / 歌 - SKE48
主題歌は16週連続でオリコンアニメ週間TOP10入りするロングヒット作となっている。

#### 挿入歌（レッツゴー☆プリパリ）
| 曲名                           | 作詞              | 作曲     | 編曲     | 歌                                              | 補足                     |
| ------------------------------ | ----------------- | -------- | -------- | ----------------------------------------------- | ------------------------ |
| トライアングル・スター         | 松井洋平          | 桑原聖   | 酒井拓也 | SoLaMi♡SMILE                                    | -                        |
| ドリームパレード               | 渡辺徹 森月キャス | 渡辺徹   | 渡辺徹   | Dressing Pafé                                   | -                        |
| でび&えん☆Reversible- Ring     | 三重野瞳          | 山原一浩 | 山原一浩 | アロマゲドン                                    | -                        |
| コノウタトマレイヒ feat.あじみ | 三重野瞳 筆安一幸 | 山原一浩 | 山原一浩 | 緑風ふわり（佐藤あずさ） 黄木あじみ（上田麗奈） | ふわり・あじみルートのみ |
| 純（ピュ）・アモーレ・愛       | 三重野瞳          | 石塚玲依 | 石塚玲依 | 紫京院ひびき（斎賀みつき）                      | ひびきルートのみ         |
| Just My Chance Call            | 三重野瞳          | 山原一浩 | 山原一浩 | ちゃん子（赤﨑千夏） With そふぃ親衛隊          | 親衛隊ルートのみ         |
| オールアイドル組曲 プリシャス♪ | 三重野瞳          | 石塚玲依 | 石塚玲依 | プリパラ☆オールアイドル's                       | -                        |

#### テレビ放送（レッツゴー☆プリパリ）
テレビ東京（関東ローカル）にて、2017年2月27日、3:05 - 4:25（月曜未明、日曜深夜）にて放送。プリパラおよびプリティーシリーズの劇場版としては、初の地上波テレビ放送となった。

#### ネット配信（レッツゴー☆プリパリ）
ニコニコチャンネルにて、2017年5月1日に予告編と全3ルートを配信。予告編のみ無料配信。

### み〜んなでかがやけ!キラリン☆スターライブ!
『劇場版プリパラ み〜んなでかがやけ！キラリン☆スターライブ！』のタイトルで、2017年3月4日から公開。未知なる新世界「ぷちゅう」（宇宙に非ず）の「プリパラ太陽系」を巡るライブツアーが繰り広げられる。本作ではゲストとして岡畑農園のゆるキャラである「梅岡さん」（声 - 山口勝平）が登場する。
週替わりのバージョンが3パターン用意される。入場者特典は、プリチケ「ぷちゅうポップコーデ」で、3週間かけて3種類のプリチケがプレゼントされる。
劇中のナレーションは、玄田哲章が担当。

#### 上映スケジュール（キラリン☆スターライブ!）
以下の3パターンを週替わりで上映。
『らぁらのコース』
2017年3月4日から3月10日まで。
『ひびきのコース』
2017年3月11日から3月17日まで。
『みれぃのコース』
2017年3月18日から3月24日まで。

#### スタッフ（キラリン☆スターライブ!）
- 原作 - タカラトミーアーツ、シンソフィア
- 総監督 - 森脇真琴
- 監督 - 大久保政雄
- 脚本 - ふでやすかずゆき
- キャラクターデザイン・総作画監督 - 原将治
- プロップデザイン - 宮川知子
- ぷちゅう人デザイン - 野田康行
- 美術監督 - 山本恵
- 色彩設計 - 赤間三佐子
- 美術設定 - 比留間崇
- CGディレクター - 乙部善弘
- 編集 - 坂本雅紀（森田編集室）
- 音楽 - 斉藤恒芳、石塚玲依
- 音響監督 - 長崎行男
- 配給・宣伝 - エイベックス・ピクチャーズ
- アニメーション制作 - タツノコプロ
- 製作 - 劇場版プリパラKS製作委員会（エイベックス・ピクチャーズ、タカラトミーアーツ、タツノコプロ、テレビ東京、イオンエンターテイメント）

#### 主題歌（キラリン☆スターライブ!）
「プリパラ☆ダンシング!!!」
作詞・作曲・編曲 - 片桐周太郎 / 歌 - 真中らぁら（茜屋日海夏）&ガァルル（真田アサミ）
「Just be yourself」
作詞 - 鈴木まなか / 作曲・編曲 - Kon-K / 歌 - わーすた

#### 挿入歌（キラリン☆スターライブ!）
| 曲名                             | 作詞           | 作曲       | 編曲                | 歌                                              | 補足               |
| -------------------------------- | -------------- | ---------- | ------------------- | ----------------------------------------------- | ------------------ |
| トライアングル・スター           | 松井洋平       | 桑原聖     | 酒井拓也            | SoLaMi♡SMILE                                    | -                  |
| Ready Smile!!                    | 平朋崇         | 光増ハジメ | EFFY                | SoLaMi♡SMILE                                    | -                  |
| Mon chouchou                     | 三重野瞳       | 松井洋平   | 酒井拓也 矢鴇つかさ | Tricolore                                       | -                  |
| ラン♪ for ジャンピン!            | 松井洋平       | 桑原聖     | 酒井拓也            | Dressing Pafé                                   | -                  |
| アメイジング・キャッスル         | 松井洋平       | 桑原聖     | 酒井拓也            | Gaarmageddon                                    | -                  |
| シュガーレス×フレンド            | 松井洋平       | 本多友紀   | 酒井拓也            | NonSugar                                        | -                  |
| 愛ドルを取り戻せ！               | マイクスギヤマ | 石塚玲依   | 石塚玲依            | UCCHARI BIG-BANGS                               | -                  |
| かりすま〜とGIRL☆Yeah!           | 宮嶋淳子       | hisakuni   | hisakuni            | TRiANGLE                                        | -                  |
| Red Flash Revolution             | 松井洋平       | 桑原聖     | 酒井拓也            | 北条そふぃ（久保田未夢）                        | -                  |
| Make it!                         | 森月キャス     | 渡辺徹     | 渡辺徹              | 真中らぁら（茜屋日海夏） & 愛媛なお（南條愛乃） | らぁらのコースのみ |
| Neo Dimension Go!!               | 三重野瞳       | 石塚玲依   | 石塚玲依            | Tricolore                                       | ひびきのコースのみ |
| TRIal HEART ～恋の違反チケット～ | 松井洋平       | 本多友紀   | 酒井拓也            | 南みれぃ（芹澤優）                              | みれぃのコースのみ |
| ぷりぱら☆ララン                  | 三重野瞳       | 山原一浩   | 山原一浩            | スーパープリパラ☆オールアイドル's               | -                  |

#### ネット配信（キラリン☆スターライブ!）
ニコニコチャンネルにて、2018年2月1日に全3ルートを配信。

### プリパラ&キラッとプリ☆チャン 〜きらきらメモリアルライブ〜
『劇場版 プリパラ&キラッとプリ☆チャン 〜きらきらメモリアルライブ〜』のタイトルで、2018年5月5日から公開。『キラッとプリ☆チャン』および『プリティーリズム』シリーズとのクロスオーバー作品となる。
2019年1月4日より1月10日まで、リマスターバージョンにてアンコール上映された

#### 上映スケジュール（きらきらメモリアルライブ）
以下の3パターンを週替わりで上映。
『オーロラドリームのコース』
『ディアマイフューチャーのコース』
『レインボーライブのコース』

#### スタッフ（きらきらメモリアルライブ）
- 監督 - 依田伸隆
- 脚本 - 福田裕子
- キャラクター原案 - 梨本裕美、内藤晶子、金谷有希子、渡辺明夫、okama
- キャラクターデザイン - 満田一、原将治、川島尚、斉藤里枝、松浦麻衣
- 音楽 - 加藤達也
- 制作 - 10GAUGE
- 製作 - 劇場版KML製作委員会
- 配給・宣伝 - エイベックス・ピクチャーズ

#### 主題歌（キラキラメモリアルライブ）
「プリマ☆ドンナ?メモリアル!」
作詞 - 松井洋平 / 作曲・編曲 - 桑原聖（Arte Refact）・酒井拓也（Arte Refact） / 歌 - Run Girls, Run!

## ライブイベント
プリパラ＆プリティーリズム クリスマス☆パーティー
『プリティーリズム』との合同イベントとして、2014年12月13日に幕張メッセで開催された。『プリパラ』からはi☆Risの6人とPrizmmy☆が出演している。
らぁらプリパラデビュー1周年記念イベント
2015年7月12日に品川インターシティホールで開催された。ファミリーの部にはSoLaMi♡SMILE、DressingPafé、赤井めが姉ぇ役の伊藤かな恵、Prizmmy☆、プリズム☆アイドル研究生'sが出演し、昼の部・夜の部にはファミリーの部の出演者のほか、ファルル役の赤﨑千夏が出演した。本イベントの夜の部を収録したDVDが同年12月18日に発売されている。
プリパラ クリスマス☆ドリームライブ
2015年12月20日に舞浜アンフィシアターで開催された。ファミリーの部にはSoLaMi♡SMILE、DressingPafé、Prizmmy☆が出演し、昼の部・夜の部にはファミリーの部の出演者のほか、アロマゲドン、緑風ふわり役の佐藤あずさ、黄木あじみ役の上田麗奈、赤井めが姉ぇ役の伊藤かな恵に加えて、シークレットとしてファルル役の赤﨑千夏、紫京院ひびき役の斎賀みつきが出演した。本イベントの夜の部を収録したDVDが2016年7月15日に発売されている。
プリパラ サマーアイドルライブツアー2016（東京）
2016年7月17日に豊洲PITで開催された。SoLaMi♡SMILE、DressingPafé、白玉みかん役の渡部優衣、ガァルル役の真田アサミ、黄木あじみ役の上田麗奈、Prizmmy☆に加えて、シークレットとして夜の部のみ黒須あろま役の牧野由依が出演した。本イベントを収録したDVDが2016年12月23日に発売されている。
プリパラ サマーアイドルライブツアー2016（大阪）
2016年7月30日に大阪国際交流センターで開催された。SoLaMi♡SMILE、DressingPafé、Gaarmageddonが出演した。本イベントについては前述した東京公演のDVDに特典として収録される。
真中らぁら＆のんちゃんイベント
2016年10月29日にファンクラブ「プリパラ公式親衛隊」限定のミニライブとトークを兼ねたイベントとしてはまぎんホール ヴィアマーレで開催された。真中らぁら役の茜屋日海夏と真中のん役の田中美海が出演した。
プリパラ クリスマス☆ドリームライブ2016
2016年12月25日に舞浜アンフィシアターで開催された。SoLaMi♡SMILE、DressingPafé、Gaarmageddon、黄木あじみ役とジュリィ役（兼役）の上田麗奈、北条コスモ役の山本希望、Tricolore、NonSugar、赤井めが姉ぇ役の伊藤かな恵、Prizmmy☆、プリズム☆メイツが出演した。

## ライブミュージカル
Zeppブルーシアター六本木にて以下の2回が公演された。
いずれもアニメ版の主要キャストを務めるi☆Risのメンバーがそのまま各々の担当キャラクターに扮する点や、ライブシーンでは観客のサイリウムの使用が許可されている事などが特徴。
ライブミュージカル「プリパラ」み〜んなにとどけ！プリズム☆ボイス
2016年2月4日から7日まで公演。
あらすじ
らぁらはライブに遅刻しそうになり、PrismStoneパラ宿店へ急いだが、到着すると休業していた。青井めが姉ぇと青井めが兄ぃの案内でロッポンギ店からプリズムツアーズで1時間前の過去に遡るはずだったが、めが兄ぃのドジで、実際には1年前のまだプリパラが禁止されていた過去（アニメ版第1話の時期）に到着してしまった。現代に戻るため、らぁらはこれまでの大事な場面をひとつひとつ再現していくことに。
ライブミュージカル「プリパラ」 み〜んなにとどけ！プリズム☆ボイス2017
2017年1月26日から29日まで公演。今回はミュージカル本編の後に、アニメ版キャストによるミニライブが開催される。
あらすじ
基本的なストーリーは前回と同じだが、新たに追加されたシーンが存在する。

### スタッフ
| 担当 | 第1回                            | 第2回                            |
| ---- | -------------------------------- | -------------------------------- |
| 原作 | タカラトミーアーツ・シンソフィア | タカラトミーアーツ・シンソフィア |
| 脚本 | 坪田文                           | 坪田文                           |
| 演出 | 田尾下哲                         | 田尾下哲                         |
| 音楽 | 斉藤恒芳                         | 斉藤恒芳                         |
| 振付 | 池田美千瑠                       | 池田美千瑠                       |

### 出演者
| 役                               | 第1回                                                      | 第2回 |
| -------------------------------- | ---------------------------------------------------------- | --- |
| 真中らぁら                       | 茜屋日海夏                                                 | 茜屋日海夏 |
| 南みれぃ                         | 芹澤優                                                     | 芹澤優 |
| 北条そふぃ                       | 久保田未夢                                                 | 久保田未夢 |
| 東堂シオン                       | 山北早紀                                                   | 山北早紀 |
| ドロシー・ウェスト               | 澁谷梓希                                                   | 澁谷梓希 |
| レオナ・ウェスト                 | 若井友希                                                   | 若井友希 |
| 青井めが姉ぇ                     | 高柳明音（SKE48）                                          | 高柳明音（SKE48） |
| 青井めが兄ぃ                     | 山田親太朗                                                 | 畑中智行 |
| 真中らぁら（プリパラチェンジ前） | 久家心 石井心愛 （ダブルキャスト）                         | 久家心 石井心愛 （ダブルキャスト） |
| ファルル                         | 澪乃せいら                                                 | 澪乃せいら |
| 栄子                             | 小原春香                                                   | 中西彩加 |
| ちゃん子                         | 桐木彩乃                                                   | 桐木彩乃 |
| アンサンブル                     | あいり 井並志織 大友波瑠 立花えみり 永井ゆうひ YUNA りおな | - |
| アイドルダンサーズ               | -                                                          | 髙橋果鈴（Prizmmy☆） 宮崎妃夏（Prizmmy☆） 帰山なつみ 志村ひかる 永井理沙 西田薫子 三ツ石佳央莉 山下聖良 山本美紀子 |
| スペシャルミニライブ             | -                                                          | 茜屋日海夏 芹澤優 久保田未夢 山北早紀 澁谷梓希 若井友希 佐藤あずさ（26日、27日1回目） 山本希望（27日2回目） 斎賀みつき（28日1・2回目） 真田アサミ（28日2・3回目） 田中美海（29日1回目） 大森日雅（29日1回目） 山下七海（29日1回目） |

## 関連商品

### 本編DVD
| 巻       | 発売日         | 収録話          | 規格品番   |
| -------- | -------------- | --------------- | ---------- |
| Stage.1  | 2014年10月24日 | 第1話 - 第2話   | EYBA-10029 |
| Stage.2  | 2014年11月7日  | 第3話 - 第5話   | EYBA-10030 |
| Stage.3  | 2014年12月5日  | 第6話 - 第8話   | EYBA-10031 |
| Stage.4  | 2015年1月9日   | 第9話 - 第11話  | EYBA-10032 |
| Stage.5  | 2015年2月6日   | 第12話 - 第14話 | EYBA-10033 |
| Stage.6  | 2015年3月6日   | 第15話 - 第17話 | EYBA-10034 |
| Stage.7  | 2015年4月3日   | 第18話 - 第20話 | EYBA-10035 |
| Stage.8  | 2015年5月8日   | 第21話 - 第23話 | EYBA-10036 |
| Stage.9  | 2015年6月5日   | 第24話 - 第26話 | EYBA-10037 |
| Stage.10 | 2015年7月3日   | 第27話 - 第29話 | EYBA-10038 |
| Stage.11 | 2015年8月7日   | 第30話 - 第32話 | EYBA-10039 |
| Stage.12 | 2015年9月4日   | 第33話 - 第35話 | EYBA-10040 |
| Stage.13 | 2015年10月2日  | 第36話 - 第38話 | EYBA-10041 |

| 巻         | 発売日        | 収録話          | 規格品番   |
| ---------- | ------------- | --------------- | ---------- |
| theater.1  | 2015年10月2日 | 第39話 - 第42話 | EYBA-10594 |
| theater.2  | 2015年11月6日 | 第43話 - 第46話 | EYBA-10595 |
| theater.3  | 2015年12月4日 | 第47話 - 第50話 | EYBA-10596 |
| theater.4  | 2016年1月8日  | 第51話 - 第54話 | EYBA-10597 |
| theater.5  | 2016年2月5日  | 第55話 - 第58話 | EYBA-10598 |
| theater.6  | 2016年3月4日  | 第59話 - 第62話 | EYBA-10599 |
| theater.7  | 2016年4月1日  | 第63話 - 第66話 | EYBA-10600 |
| theater.8  | 2016年5月6日  | 第67話 - 第70話 | EYBA-10601 |
| theater.9  | 2016年6月3日  | 第71話 - 第74話 | EYBA-10602 |
| theater.10 | 2016年7月1日  | 第75話 - 第78話 | EYBA-10603 |
| theater.11 | 2016年8月5日  | 第79話 - 第82話 | EYBA-10604 |
| theater.12 | 2016年9月2日  | 第83話 - 第86話 | EYBA-10605 |
| theater.13 | 2016年10月7日 | 第87話 - 第89話 | EYBA-10606 |

| 巻         | 発売日        | 収録話            | 規格品番   |
| ---------- | ------------- | ----------------- | ---------- |
| theater.1  | 2016年10月7日 | 第90話 - 第93話   | EYBA-11111 |
| theater.2  | 2016年11月4日 | 第94話 - 第97話   | EYBA-11112 |
| theater.3  | 2016年12月2日 | 第98話 - 第101話  | EYBA-11113 |
| theater.4  | 2017年1月6日  | 第102話 - 第105話 | EYBA-11114 |
| theater.5  | 2017年2月3日  | 第106話 - 第109話 | EYBA-11115 |
| theater.6  | 2017年3月3日  | 第110話 - 第113話 | EYBA-11116 |
| theater.7  | 2017年4月7日  | 第114話 - 第117話 | EYBA-11117 |
| theater.8  | 2017年5月5日  | 第118話 - 第121話 | EYBA-11118 |
| theater.9  | 2017年6月2日  | 第122話 - 第125話 | EYBA-11119 |
| theater.10 | 2017年7月6日  | 第126話 - 第129話 | EYBA-11120 |
| theater.11 | 2017年8月4日  | 第130話 - 第133話 | EYBA-11121 |
| theater.12 | 2017年9月8日  | 第134話 - 第137話 | EYBA-11122 |
| theater.13 | 2017年10月6日 | 第138話 - 第140話 | EYBA-11123 |

### 本編Blu-ray BOX
| シリーズ       | 話数              | 発売日         | 規格品番          | 備考 |
| -------------- | ----------------- | -------------- | ----------------- | --- |
| 1stシーズン    | 第1話 - 第38話    | 2016年4月29日  | EYXA-10904〜10909 | Blu-ray6枚組 初回仕様は三方背BOX 初回特典として特製ブックレット、縮刷コンテ集を封入                                                 |
| 2ndシーズン(1) | 第39話 - 第64話   | 2017年1月27日  | EYXA-11278〜11281 | Blu-ray4枚組 初回仕様は三方背BOX 初回特典として特製ブックレット、プロモマイチケ2枚（ゴールデンミリタリートップス&ヘアアクセ）を封入 |
| 2ndシーズン(2) | 第65話 - 第89話   | 2017年4月28日  | EYXA-11282〜11285 | Blu-ray4枚組 初回仕様は三方背BOX 初回特典として特製ブックレット、絵コンテ、プロモマイチケ2枚を封入                                  |
| 3rdシーズン(1) | 第90話 - 第115話  | 2017年10月27日 | EYXA-11606〜9     | Blu-ray4枚組 初回仕様は三方背BOX 初回特典として特製ブックレット、絵コンテ、プロモマイチケを封入                                     |
| 3rdシーズン(2) | 第116話 - 第140話 | 2017年12月22日 | EYXA-11610〜13    | Blu-ray4枚組 初回仕様は三方背BOX 初回特典として特製ブックレット、絵コンテ、プロモマイチケを封入                                     |

### 劇場版DVD・Blu-ray Disc
| タイトル                                                  | 発売日         | 規格品番 | 備考       | 出典    |
| --------------------------------------------------------- | -------------- | --- | ---------- | ------- |
| み〜んなあつまれ！プリズム☆ツアーズ                       | 2015年9月11日  | EYBA-10575（DVD） EYXA-10574（Blu-ray Disc） EYXA-10573/B（初回限定生産テラコズミック☆スペシャルツアーセット） | [ 注 134 ] | [ 127 ] |
| み〜んなのあこがれ♪レッツゴー☆プリパリ                    | 2016年9月30日  | EYBA-11108（DVD） EYXA-11109（Blu-ray Disc） EYXA-11107/B（Blu-ray Disc特装版）                                | [ 注 135 ] | [ 128 ] |
| み〜んなでかがやけ!キラリン☆スターライブ!                 | 2017年9月29日  | EYBA-11539（DVD） EYXA-11540（Blu-ray Disc）                                                                   | [ 注 136 ] | [ 129 ] |
| プリパラ&キラッとプリ☆チャン 〜きらきらメモリアルライブ〜 | 2018年11月30日 | EYBA-EYBA-12080～1（DVD） EYXA-12082～3（Blu-ray Disc）                                                        | [ 注 137 ] | [ 130 ] |

### その他DVD・Blu-ray
| タイトル                                                          | 発売日         | 規格品番      | 規格品番   | 備考     | 出典    |
| タイトル                                                          | 発売日         | DVD           | Blu-ray    | 備考     | 出典    |
| ----------------------------------------------------------------- | -------------- | ------------- | ---------- | -------- | ------- |
| らぁらプリパラデビュー1周年イベント ライブDVD                     | 2015年12月18日 | EYBA-10761    |            |          | [ 131 ] |
| プリパラ クリスマス☆ドリーム ライブDVD                            | 2016年7月15日  | EYBA-11055    |            |          | [ 132 ] |
| プリパラ サマーアイドルライブツアー2016                           | 2016年12月23日 | EYBA-11220    |            |          | [ 133 ] |
| ライブミュージカル プリパラ み〜んなにとどけ！プリズム☆ボイス2017 | 2017年5月12日  | EYXA-11286〜7 |            | DVD2枚組 | [ 134 ] |
| プリパラ LIVE COLLECTION Vol.1                                    | 2017年6月30日  | EYBA-11417    | EYXA-11419 |          | [ 135 ] |
| プリパラ LIVE COLLECTION Vol.2                                    | 2017年8月25日  | EYBA-11418    | EYXA-11420 |          |         |
| プリパラ LIVE COLLECTION Vol.3                                    | 2018年1月26日  | EYBA-11728    | EYXA-11729 |          |         |

### シングル
| 発売日         | タイトル                      | 規格品番     | 規格品番   | 備考                                   |
| 発売日         | タイトル                      | CD+DVD       | CD         | 備考                                   |
| -------------- | ----------------------------- | ------------ | ---------- | -------------------------------------- |
| 2015年6月17日  | アイドルキンリョク♥Lesson GO! | EYCA-10507/B |            |                                        |
| 2015年7月8日   | ドリームパレード              |              | EYCA-10504 | 「Make it! -SoLaMiDressing ver.-」収録 |
| 2015年11月25日 | レインボウ・メロディー♪       | EYCA-10652/B | EYCA-10653 |                                        |
| 2016年6月22日  | プリパラ☆ダンシング!!!        |              | EYCA-11054 |                                        |
| 2016年9月30日  | Brand New Dreamer             |              | EYCA-11110 |                                        |

### アルバム
CD+DVD盤のタイトルには「DX」が付く。
| 発売日         | タイトル                                                                  | 規格品番        | 規格品番      |
| 発売日         | タイトル                                                                  | CD+DVD          | CD            |
| -------------- | ------------------------------------------------------------------------- | --------------- | ------------- |
| 2014年11月26日 | プリパラ アイドルソング♪コレクション byらぁら&みれぃ&そふぃ               |                 | EYCA-10068    |
| 2015年2月11日  | プリパラ アイドルソング♪コレクション byシオン&ドロシー&レオナ             | EYCA-10174      |               |
| 2015年3月18日  | プリパラ アイドルソング♪コレクションbySoLaMi♡SMILE&北条コスモ&ファルル    | EYCA-10334      |               |
| 2015年6月17日  | プリパラ☆ミュージックコレクション                                         | EYCA-10492〜3/B | EYCA-10494〜5 |
| 2015年8月26日  | プリパラ アイドルソング♪コレクションbyそらマゲドン・み                    |                 | EYCA-10539    |
| 2015年10月14日 | プリパラ ドリームソング♪コレクション -SUMMER-                             | EYCA-10584/B    | EYCA-10585    |
| 2015年12月23日 | プリパラ ドリームソング♪コレクション –AUTUMN-                             | EYCA-10715/B    | EYCA-10716    |
| 2016年3月9日   | プリパラ ドリームソング♪コレクション -WINTER-                             | EYCA-10789/B    | EYCA-10790    |
| 2016年6月22日  | プリパラ☆ミュージックコレクション season.2                                | EYCA-10983〜4/B | EYCA-10986〜7 |
| 2016年12月23日 | プリパラソング♪コレクション 1stステージ                                   | EYCA-11216/B    | EYCA-11217    |
| 2017年2月24日  | プリパラソング♪コレクション 2ndステージ                                   | EYCA-11218/B    | EYCA-11219    |
| 2017年4月19日  | 劇場版プリパラ み〜んなでかがやけ!キラリン☆スターライブ! SOUND COLLECTION |                 | EYCA-11359    |
| 2017年6月30日  | プリパラ ULTRA MEGA MIX COLLECTION                                        |                 | EYCA-11416    |
| 2017年9月20日  | プリパラ☆ミュージックコレクション season.3 DX                             | EYCA-11453〜4/B | EYCA-11455〜6 |
| 2017年12月8日  | プリパラ ULTRA MEGA MIX COLLECTION Vol.2                                  |                 | EYCA-11726    |
| 2018年1月26日  | プリパラ ULTRA MEGA MIX COLLECTION Vol.3                                  |                 | EYCA-11727    |

### 公式ムック本
小学館より発売。
- プリパラ&プリティーリズム パーフェクトワールド（2015年3月5日発売、ISBN 978-4-09-103824-1）
  - 「プロモプリチケ クラシカルハートコーデ」も同封。
- プリパラ アイドルずかん（2016年3月20日発売、ISBN 978-4-09-750417-7）

### 漫画
ちゃお版・ファンブック版
『ちゃお』（小学館）で2014年8月号（7月3日発売）より2017年5月号まで連載。作画は辻永ひつじ。ファンブックにも辻永による描き下ろしの漫画が掲載されることがある。
ちゃお掲載版・ファンブック掲載版と単行本は白黒掲載であるが、オールカラーコミックスは全ページに着色が施されている。また、ちゃお掲載版、ファンブック掲載版に限り『めざせドリーム!！プリパラSTAR』のサブタイトルが付く。
- オールカラーコミックス
  1. Vol.1 2015年1月号（2014年12月12日発売）
  2. Vol.2 2015年11月号（2015年10月17日発売）
  3. Vol.3 2016年3月号（2016年2月25日発売）
  4. Vol.4 2016年9月号（2016年7月22日発売）

- 単行本〈ちゃおコミックススペシャル〉
  1. 2016年5月2日発行（2016年4月27日発売）、ISBN 978-4-09-138458-4
  2. 2016年12月31日発行（2016年12月27日発売）、ISBN 978-4-09-139146-9

ぷっちぐみ版
『ぷっちぐみ』（小学館）で2014年7月号（6月14日発売）より2017年4月号まで連載。作画は菊田みちよ。
- カラーコミック
  - プリパラまんが&コーデカタログ（2014年11月19日発売）、ISBN 978-4-09-280507-1
  - プリパラまんが&ヘアアレンジ（2016年9月14日発売）、ISBN 978-4-09-280510-1

紫京院ひびきの華麗なるお遊戯
『PASH UP!』（主婦と生活社のWebコミック）で2023年11月29日から2024年12月4日まで連載。企画は大庭晋一郎、作画は深山キリ、脚本は大場小ゆり。紫京院ひびきを主人公としたスピンオフ作品。
- 単行本〈PASH!コミックス〉
  1. 2024年7月5日発売、ISBN 978-4391162769
  2. 2024年12月6日発売、ISBN 978-4391163988

#### 漫画版とアニメ版との相違点
漫画版は基本的にアニメ版の設定に沿っているが、一部違う点も見られる。
ちゃお版・ぷっちぐみ版共通
- アニメでのらぁらとみれぃは、プリパラを共に出るまでは互いに正体を知らなかったが、漫画版でのみれぃは、プリパラのらぁらが同じ学園の小学部であることを知っており、自ら正体を明かしている。

ちゃお版
- そふぃはアニメでは前述の通り紆余曲折を経て自分の意志でらぁら達のチームに入っているが、ちゃお版ではらぁらの梅干しピザに目がくらみ、そのままチーム入りしている。
- なおはアニメ版と違い、らぁらがアイドルをやっていることをいち早く気付き、アニメ版のように責めることはなく、親友として応援している。
- 第2回でアニメ版と同様グロリア校長により小学部のプリパラが禁止されていることが語られているが、その後プリパラが解禁されたかは明言されていない。
- ちゃお版のオリジナルキャラクターとして、第20回にて『らぃや』という男の子が登場する。らぃやはらぁらの親戚である2歳年下の男の子で、作中では、らぁらが彼に好意を抱き、一緒にデートする様子が描かれている。
- トライアングルの正体がのんであることについては、アニメ版とは異なり、のん自らが公言している。
- ジュリィはアニメ版では自らの意思でソロデビューしているが、ちゃお版ではあがり症であるため、らぁらとガァルルに連れられる形でデビューしている。
- のんとちりは、アニメ版では初対面はプリパラ内であるが、ちゃお版ではプリパラ外で最初から友達と言うことになっている。

ぷっちぐみ版
- セレパラについては、アニメ版ではその後もらぁら達を含めてプリパラへの出入りが可能であるが、ぷっちぐみ版では該当のアイドル以外はプリパラ自体に入ることも出来なくなっている（後にらぁら達の努力で克服している）。

### 小説
小学館より発売。原作/タカラトミーアーツ・シンソフィア、監修/タツノコプロ。
- 福田裕子〈文〉・辻永ひつじ（イラスト）『プリパラ』、ちゃおノベルズ、2015年1月28日発売、ISBN 978-4-09-289575-1
- 筆安一幸『映画プリパラ み〜んなのあこがれ♪レッツゴー☆プリパリ』、小学館ジュニア文庫、2016年3月21日発売、ISBN 978-4-09-230865-7
- 桑原美保〈文〉・辻永ひつじ（イラスト）『プリパラ ガァルマゲドン外伝 〜怪獣アイドル ガァルル登場ガァル〜』、ちゃおノベルズ、2017年4月25日発売、ISBN 978-4-09-289580-5